# X (réseau social)
Twitter
«  Twitter » redirige ici. Ne pas confondre avec Tweeter.
Pour les articles homonymes, voir X.
X, nommé Twitter jusqu'au 23 juillet 2023, est un réseau social de microblogage. Il permet à un utilisateur d'envoyer gratuitement des micromessages anciennement appelés tweets (ou « gazouillis » au Québec). Twitter est créé le 21 mars 2006 par Jack Dorsey, Evan Williams, Biz Stone et Noah Glass. Le service en ligne affiche 500 millions d'utilisateurs fin 2012. De novembre 2013 jusqu'à son rachat par Elon Musk, le groupe est introduit en bourse.
En octobre 2022, Elon Musk achète l'entreprise pour 44 milliards de dollars. Il est appuyé à hauteur de 7 milliards par des investisseurs comme Al Walid Bin Talal, Binance, Andreessen Horowitz, Sequoia Capital et le Qatar. Une fois aux commandes, il retire Twitter de la bourse, congédie la direction et l'intégralité des modérateurs et d'autres employés. Se déclarant partisan d'une liberté d'expression « sans aucune limite », il annonce une amnistie et le rétablissement de tous les comptes précédemment suspendus, y compris néonazis. Il suspend par la suite les comptes de journalistes qui l'ont critiqué. En juillet 2023, Twitter est renommé X. À la suite des transformations imposées par Elon Musk, qui exacerbent la diffusion de fausses informations, la polarisation des opinions et l'incitation à la haine, de nombreux utilisateurs font le choix de quitter la plateforme et passent alors sur Mastodon ou Bluesky.

## Histoire

### De zéro à cinq cents millions d'utilisateurs (2006–2012)

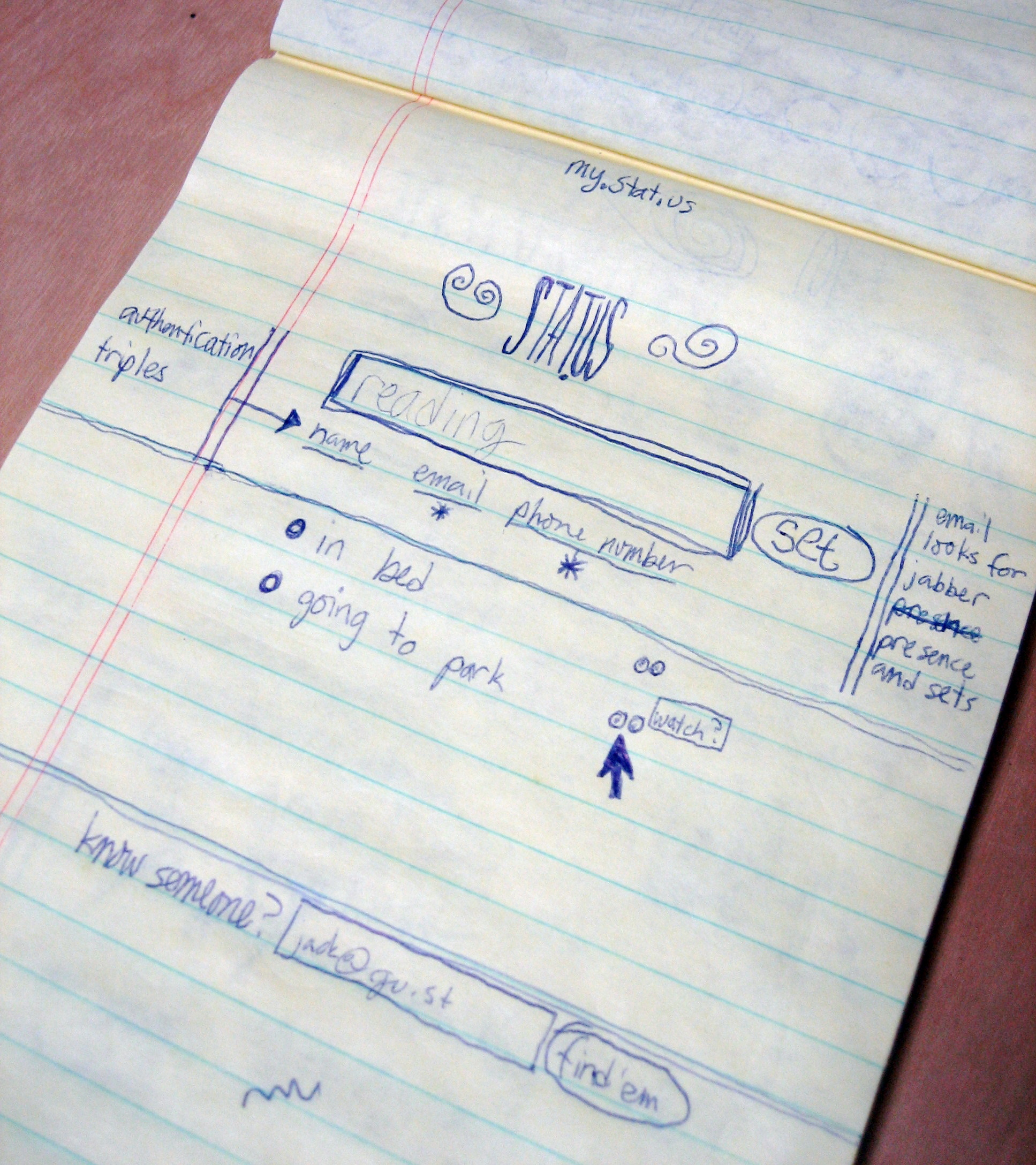
Croquis préliminaire sur papier de Twitter (alors intitulé « stat.us »).

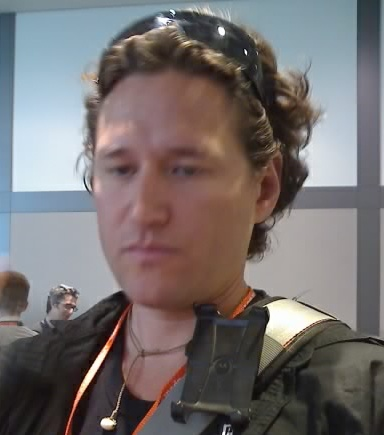
Noah Glass en 2007.

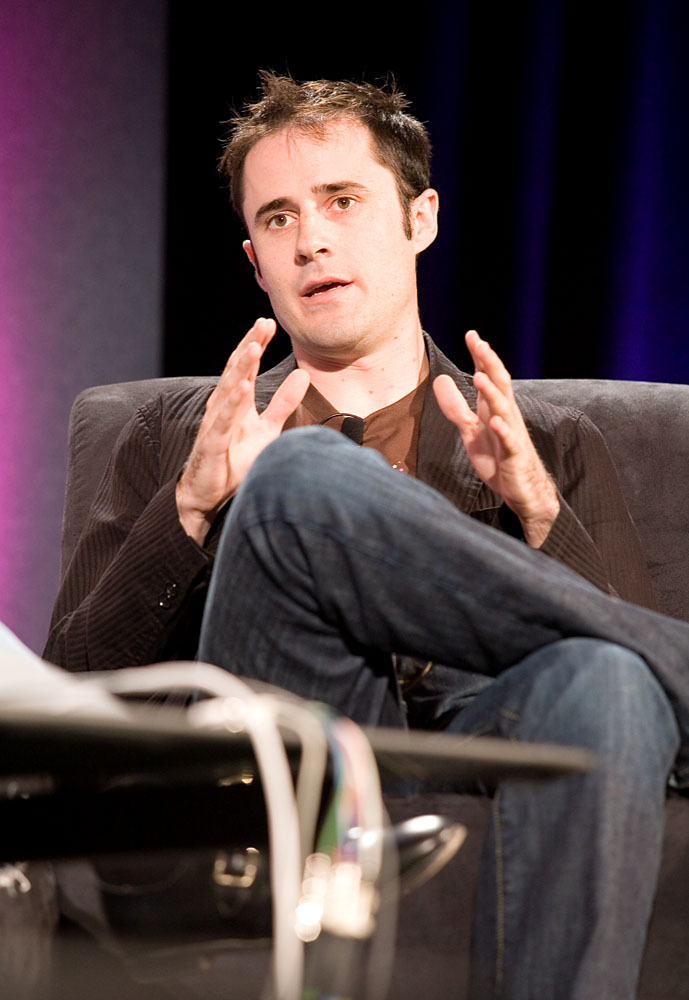
Evan Williams en 2005.

Twitter est créé à San Francisco au sein de la start-up Odeo fondée par Noah Glass et Evan Williams. Noah Glass commercialisait AudBlog, une application permettant de publier des fichiers audio sur un blog au moyen d'un téléphone. Evan Williams est connu pour être entre autres le cofondateur de la société Pyra Labs, à l'origine de la plateforme de blogs Blogger, achetée par Google en 2003. Odeo proposait une plateforme d'hébergement web, de diffusion et d'enregistrement de podcasts.

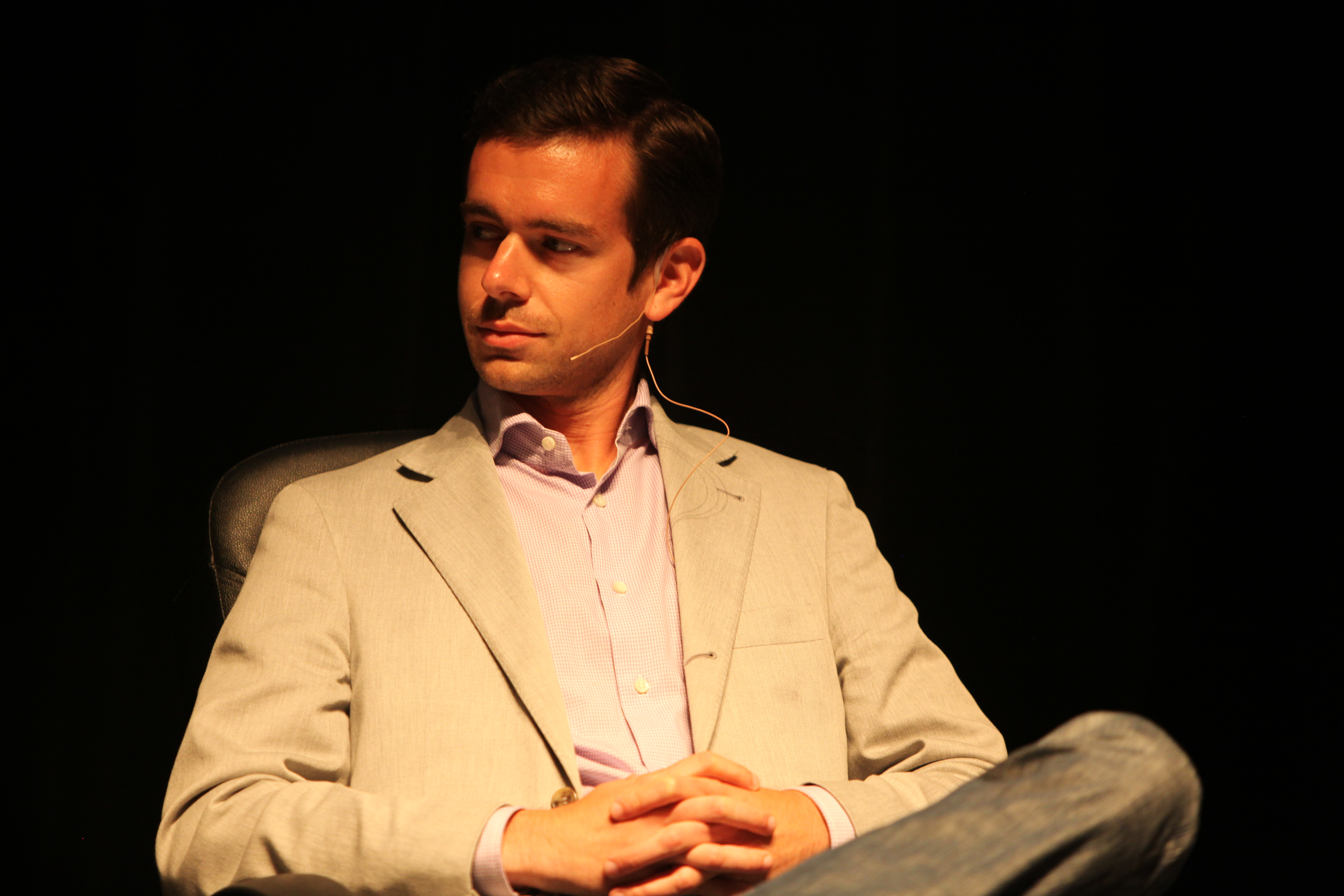
Jack Dorsey en 2009.

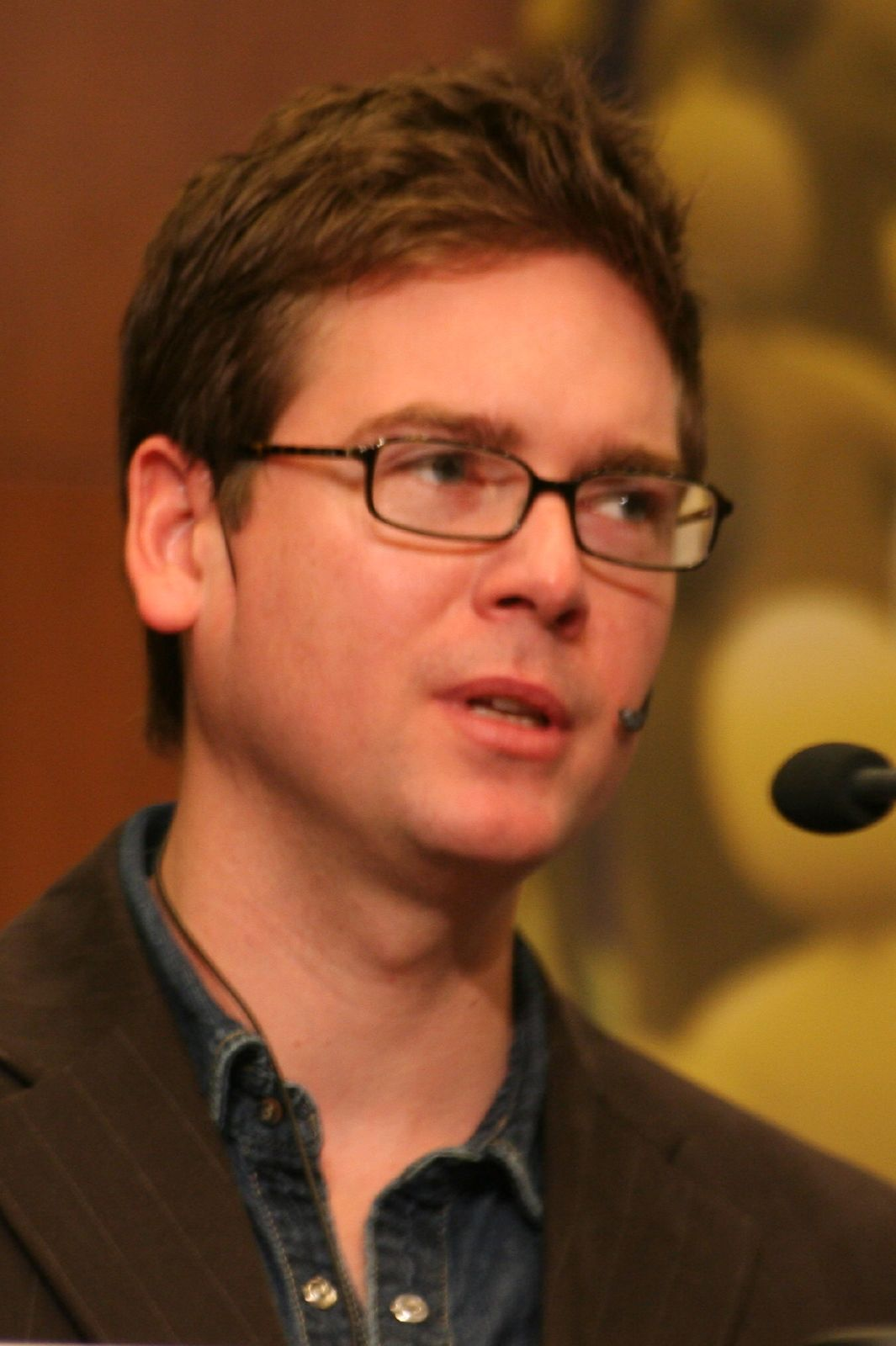
Biz Stone en 2007.

Le marché du podcast étant déjà très concurrentiel, Jack Dorsey, ingénieur spécialiste du dispatching (en), et Noah Glass, ancien collaborateur de Marc Canter (fondateur de MacroMind (en)) et fondateur du service de blog podcasting AudBlog (qui a fusionné avec Odeo), furent chargés de développer un nouveau service[source insuffisante]. L'idée de départ lancée par Jack Dorsey était de permettre aux utilisateurs de partager facilement leurs petits moments de vie avec leurs amis[source insuffisante]. Ouverte au public le 13 juillet 2006, la première version s'intitulait Stat.us puis Twttr, en référence au site de partage de photos Flickr puis Twitter, son nom jusqu'en juillet 2023. Le 21 mars 2006, Jack Dorsey envoyait son premier tweet : « Just setting up my twttr » (« Suis en train d'installer mon twttr »), marquant la date anniversaire de la fondation de l'entreprise par Jack Dorsey, Evan Williams, Biz Stone et Noah Glass.
Le 25 octobre 2006, les actifs de la société Odeo ont été achetés par Obvious Corp. Puis en avril 2007, une entité indépendante est créée avec comme nom Twitter avec Jack Dorsey à sa tête jusqu'en octobre 2008 date à laquelle Evan Williams lui succéda. En mars 2008, Twitter compte un million d'utilisateurs. La société compte 29 employés en février 2009, 300 en octobre 2010 et 900 en avril 2012.
En juillet 2008, Twitter rachète le moteur de recherche de tweets Summize qui est intégré et devient le moteur de recherche natif de Twitter. En avril 2010, l'application et client Twitter, Tweetie est achetée, il devient Twitter pour iPhone, Twitter pour Mac.
Le 15 janvier 2009, un Airbus A320 du vol US Airways 1549 amerrit dans le fleuve Hudson à New York. Janis Krums, un citoyen américain qui se trouvait à bord d'un ferry, a assisté en direct à l'amerrissage. Il publie alors une photo de l'avion, avec le message : « Il y a un avion dans l'Hudson. Je suis dans le ferry qui va récupérer les passagers. C'est dingue ». Ce tweet fit le tour du réseau social, avant d'être repéré par des journalistes. Il est présenté comme le début d'une révolution dans le monde de l'information : celle de Twitter où ce n'était plus les « médias traditionnels qui rapportaient les premiers l'information, mais un citoyen équipé d'un simple smartphone ». Biz Stone, l'un des fondateurs du réseau social, affirme : « Ce moment a tout changé. Soudain, le monde a commencé à nous prêter attention, parce qu'on était la source d'une info – et ce n'était pas nous, c'était l'utilisateur sur le bateau, ce qui est encore plus incroyable. »
Le 4 octobre 2010, Evan Williams, le cofondateur, annonce qu'il passe la main à Dick Costolo, ancien directeur d'exploitation. Le 25 mai 2011, le client Twitter TweetDeck est acheté pour 40 millions de dollars. Le 5 juillet 2011 l'outil de gestion analytique de Twitter BackType (en) est acheté. Le 21 septembre 2011, Twitter acquiert un spécialiste de la recherche sur Internet Julpan, fondé en 2010 par Ori Allon, un ancien employé qui avait travaillé sur le moteur de recherche de Google.
Le 20 janvier 2012, Twitter acquiert l'agrégateur d'informations torontois Summify. Le 3 mars 2012, Twitter acquiert le site spécialisé dans les microblogs Posterous (en), un concurrent de Tumblr. En avril 2012, Hotspots.io, un service spécialisé dans l'analyse sociale est acheté aussi. Le 10 mai 2012, Twitter achète le développeur de services marketing personnalisés de notification par e-mail RestEngine. En octobre 2012, c'est au tour de Vine, un outil new-yorkais qui permet aux utilisateurs de publier des vidéos par tweets via smartphones qui se voit acquis par Twitter. Cet outil est directement proposé aux utilisateurs de Twitter sur smartphones à partir du 24 janvier 2013. Fin février 2012, le service en ligne réunit plus de cinq cents millions d'utilisateurs dans le monde. En juin de la même année, les mots « Twitter » (nom propre), « twitt » ou « tweet », « twitteur » ou « twitteuse », ainsi que « twitter » ou « tweeter », font leur apparition dans Le Petit Larousse édition 2013.
Le 28 janvier 2013, Twitter achète l'outil d'analyse Crashlytics, qui permet de détecter et de reporter toute fermeture impromptue d'une application mobile pour iOS et Android dont peuvent être victimes des utilisateurs. Le 5 février 2013, Twitter confirme l'acquisition de la société Bluefin Labs basée à Cambridge près de Boston. Cette dernière est spécialisée dans l'analyse des conversations autour des programmes de télévision. Avec cette acquisition, Twitter précise sa stratégie de développement dans la Télévision sociale. Le 11 avril 2013 à l'occasion du festival musical Coachella en Californie, en vue de lancer une application, Twitter annonce avoir fait l'acquisition du service musical WeAreHunted.com, jeune pousse créée en 2007 qui répertorie les chansons les plus populaires sur Internet et les réseaux sociaux. Le 13 mai 2013, Twitter annonce avoir fait l'acquisition du service de visualisation de données originaire de Portland, Lucky Sort pour un montant de 600 000 US$. En septembre 2013, Twitter annonce l'acquisition de MoPub pour 350 millions de dollars, soit sa plus grande acquisition à ce moment. En août 2013, Twitter acquiert Trendrr, une jeune pousse new-yorkaise qui développe Curatorr, un service spécialisé dans l'analyse en temps réel des messages échangés sur les réseaux sociaux sur les programmes télévisés ou les publicités.

### Cote à la Bourse de New York (2013–2022)
Twitter dont le prix d'introduction est fixé à 26 dollars entre à la Bourse de New York le 31 octobre 2013 sous le symbole « TWTR » avec une première cotation qui s'effectue à 45,10 dollars. L'action atteindra un pic à 73,31 dollars en décembre 2013 avant d'amorcer une chute jusqu'à 31,85 dollars à la fin du lock-up (période durant laquelle un actionnaire ou un investisseur ne peut se défaire de ses actions) le 6 mai 2014.
Twitter fait l'acquisition le 15 avril 2014 de Mesagraph une jeune pousse lorraine spécialisée dans la mesure de l'audience sociale (tweets) liée aux émissions de télévision. Il achète aussi Gnip, son principal partenaire dans l'analyse de données sociales le 16 avril 2014. La jeune société est l'une des rares à avoir accès à l'ensemble du flux de tweets (également appelé « Firehose »).
En juin 2014, Twitter annonce l'acquisition de Namo Media, une société spécialisée dans les publicités mobiles.
Le 11 février 2015, Twitter annonce avoir acheté la start-up Niche qui met en relation des annonceurs avec des personnalités s'étant rendues célèbres sur le Web avec des vidéos en ligne. Le 13 mars 2015, Twitter annonce avoir acheté la start-up Periscope qui permet à l'utilisateur de retransmettre en direct ce qu'il est en train de filmer. Dick Costolo démissionne de son poste de PDG de Twitter en juin 2015, sur fond de désaveu de sa stratégie. Il est remplacé de façon intérimaire par l'un de ses fondateurs, Jack Dorsey. En octobre 2015, Twitter annonce 336 suppressions de postes, soit 8 % de ceux-ci, à cause d'une moindre croissance qu'espéré du nombre de ses utilisateurs. En octobre 2016, Twitter annonce une suppression similaire de l'ordre de 9 % de ses effectifs, soit environ 350 personnes. Le même mois, Twitter annonce la fermeture de Vine.
Le 5 mars 2017, Twitter compte 313 millions d'utilisateurs actifs par mois, 500 millions de tweets envoyés par jour et affiche une disponibilité en plus de quarante langues. En 2018, Twitter annonce pour la première fois avoir fait du profit.
En octobre 2021, Twitter annonce la vente de sa filiale de publicité mobile MoPub pour 1 milliard de dollars à AppLovin. Le 29 novembre 2021, Jack Dorsey annonce sa démission du poste de directeur général de Twitter. Parag Agrawal le remplace alors immédiatement. En décembre 2021, Twitter annonce l'acquisition de Quill, un concurrent de Slack.

### Rachat par Elon Musk et transformation (2022–2024)

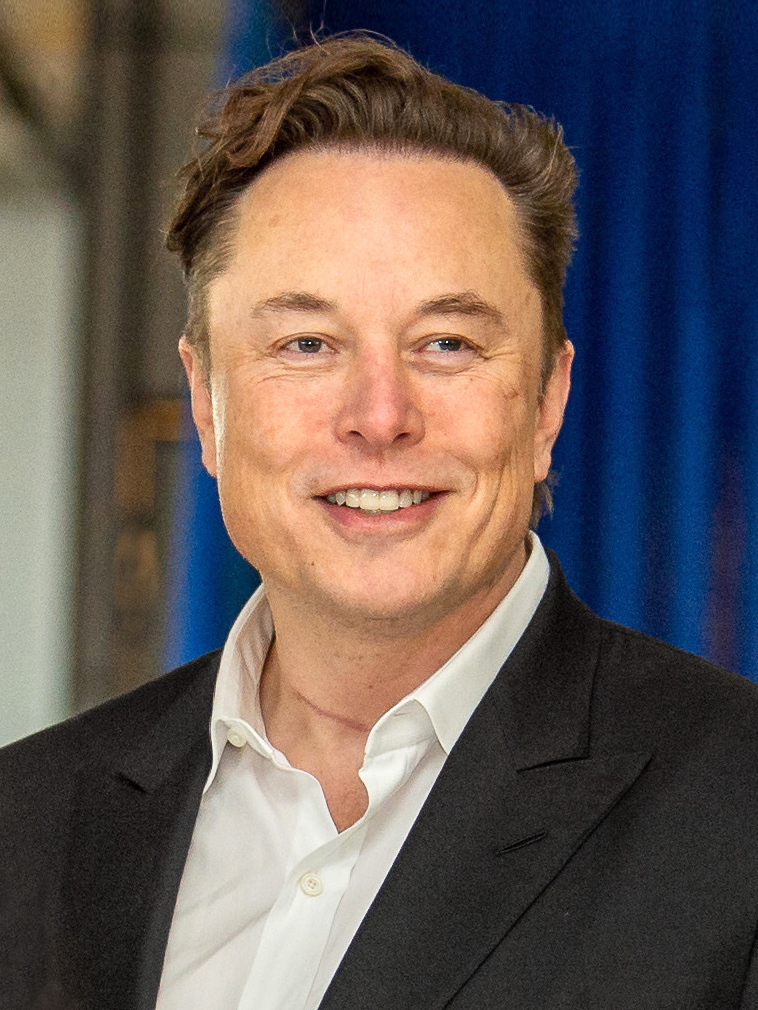
Elon Musk en 2022.

Le 14 mars 2022, Elon Musk annonce racheter 9,2 % des parts de Twitter, faisant de lui le premier actionnaire de l'entreprise, mais il refuse l'offre faite de siéger au conseil d'administration de l'entreprise,, car cela lui interdirait de détenir plus de 14,9 % des parts. Le 14 avril, il propose de racheter l'entièreté de Twitter pour 44 milliards de dollars. Elon Musk déclare vouloir racheter l'entreprise au nom du principe de liberté d'expression. Il déclare également vouloir davantage de transparence au niveau de l'algorithme en rendant public le code source et « vaincre les robots de spam et authentifier tous les humains ». Le 25 avril, le conseil d'administration de Twitter accepte l'offre de rachat d'Elon Musk. À la suite de cet accord, des personnalités politiques réagissent, notamment la sénatrice Elizabeth Warren qui considère que « l'accord était dangereux pour notre démocratie » tandis que la sénatrice républicaine Marsha Blackburn du Tennessee déclare : « J'espère qu'Elon Musk aidera à maîtriser l'histoire de Big Tech en matière de censure des utilisateurs qui ont un point de vue différent. ». La Maison-Blanche réagit en rappelant la position du président Biden qui soutient les changements apportés à la loi Anti-trust pour contrer les monopoles des plateformes numériques,. De son côté, l'ancien président Donald Trump, banni de Twitter au lendemain des émeutes du Capitole, déclare qu'il ne souhaite pas se réinscrire et continuera à communiquer à travers son propre réseau social Truth Social tout en considérant que ce rachat est une évolution positive dans l'espace des médias sociaux.
Le 13 mai 2022, Elon Musk annonce suspendre l'opération jusqu'à ce qu'il reçoive la garantie « que les pourriels et les faux comptes représentent bien moins de 5 % du nombre d'utilisateurs ». Le 8 juillet 2022, Elon Musk annonce renoncer définitivement au rachat de Twitter. Le 19 juillet 2022, Twitter saisit la justice pour forcer le milliardaire à respecter son engagement de rachat pour 44 milliards de dollars. Le 3 octobre 2022, Elon Musk annonce vouloir de nouveau acheter Twitter au prix précédemment convenu de 44 milliards de dollars en échange d'un arrêt des procédures judiciaires par Twitter, ce dernier annonçant son acceptation de l'offre le 4 octobre 2022. Elon Musk effectue son achat grâce au soutien de plusieurs investisseurs minoritaires parmi lesquels : le prince Alwaleed bin Talal (et Kingdom Holding Co.), Jack Dorsey, cofondateur de Twitter et son précédent PDG , Larry Ellison, cofondateur d'Oracle, Sequoia Capital, Vy Capital, Binance, Andreessen Horowitz, et Qatar Investment Authority.
Le 28 octobre 2022, le nouvel actionnaire majoritaire Elon Musk licencie dès son arrivée après le rachat de Twitter toute la haute direction comprenant le directeur général Parag Agrawal, le directeur financier Ned Segal, la directrice juridique et de la politique d'entreprise Vijaya Gadde et l'avocat général Sean Edgett. La semaine suivante, l'entreprise annonce par courriel une vague de licenciements et bloque l'accès au siège à l'ensemble de ses salariés. Le nombre de licenciements représente près de 50 % des effectifs de Twitter. La firme se sépare également de 4 400 prestataires externes et met fin aux autorisations de télétravail délivrées pendant la période Covid. Cette interdiction est suivie d'un ultimatum par courriel demandant aux salariés restants de choisir entre être licenciés ou se donner « à fond, inconditionnellement » et à « travailler de longues heures à haute intensité ». Cet ultimatum est suivi de plusieurs centaines de démissions, menaçant selon plusieurs observateurs le fonctionnement de l'application en raison du départ de certaines équipes d'importance critique à terme.
L'annonce, puis la confirmation du rachat, entraînent des inquiétudes chez les utilisateurs de Twitter. Le réseau open source et décentralisé Mastodon, souvent considéré comme une alternative non commerciale à Twitter, connaît des pics d'inscriptions en avril puis en octobre, avec 230 000 créations de comptes entre le 28 octobre et le 5 novembre. Elon Musk réintègre des personnalités bannies du réseau social à cause de leurs agissements, comme Donald Trump le 20 novembre 2022, à la suite du résultat favorable d'un sondage de Musk à ce sujet auprès de la communauté qui le suit et qu'il considère comme représentative du « peuple ». Des comptes antisémites, racistes, misogynes, transphobes, complotistes, homophobes ou néonazis sont débloqués,. En parallèle, d'autres personnalités précédemment bannies pour propos haineux, sur fond de transphobie ou de misogynie, voient l'opportunité de revenir sur Twitter durant ce mois de novembre, tels Jordan Peterson banni plusieurs mois auparavant, ou encore Andrew Tate exclu de cette plateforme en 2017,. À partir du 23 novembre, le réseau cesse d'appliquer son ancien règlement qui visait à lutter contre les informations trompeuses au sujet de la pandémie de Covid-19. Le 15 décembre, les médias américains CNN, le New York Times et le Washington Post ainsi que plusieurs journalistes indépendants qui couvraient Twitter voient leur compte suspendu,. Plusieurs personnalités gouvernementales allemandes et françaises et plusieurs institutions internationales, l'ONU et la Commission européenne, lancent des avertissements à Twitter pour atteinte à la liberté d'expression, et la Commission européenne menace le réseau de sanctions. En outre, les fausses informations climatosceptiques augmentent fortement sur le réseau dans les mois qui suivent le rachat. Le 19 décembre 2022, Elon Musk lance un sondage sur Twitter, en demandant aux utilisateurs s'ils souhaitent qu'il reste à la tête du réseau. Plus de 17 millions d'internautes participent et décident à 57,5 % que Musk ne doit pas rester le PDG de l'entreprise. Musk annonce que sa démission sera effective une fois qu'il aura trouvé une personne pour le remplacer.
Le 12 janvier 2023, la plupart des applications tierces utilisant Twitter ou permettant d'y accéder cessent de fonctionner à cause d'un problème d'identification auprès du client Twitter. Twitter ne fournit aucune explication à ce problème. Selon un échange interne à Twitter rendu public par le site The Information, il s'agit d'une décision intentionnelle, liée au fait que ces applications tierces n'occasionnent aucun revenu pour Twitter. Les relations de Twitter avec les compagnies publicitaires se dégradent depuis le rachat de Twitter par Musk. Les clients de la régie publicitaire GroupeM réduisent leurs dépenses sur Twitter de 40 à 50 % depuis octobre 2022. Les publicitaires n'apprécient pas l'imprévisibilité d'Elon Musk. Twitter licencie plus de 200 personnes au cours du week-end du 17 février 2023, soit environ 10 % de ses employés ; les employés licenciés sont des chefs de produits, des employés en science des données et des ingénieurs travaillant à la fiabilité du site et à l'apprentissage automatique. Cela réduit le nombre d'employés total de Twitter dans le monde à moins de 2 000, contre 7 500 au moment du rachat de l'entreprise par Elon Musk en octobre 2022. Le 24 février, la plate-forme Slack, utilisée de longue date par les employés de Twitter pour leur communication interne et pour stocker des fichiers de travail, est désactivée, officiellement pour une « maintenance de routine », en réalité probablement pour économiser le coût de l'abonnement car Twitter ne le payait plus depuis quelque temps. Le réseau connaît de nouvelles pannes : en Asie pendant une vingtaine de minutes le 24 février, puis une panne mondiale dans la journée du 1er mars, au cours de laquelle Twitter reste indisponible pendant plus d'une heure dans le monde. Il s'agit de la seconde panne générale grave du réseau depuis son rachat par Musk. Une nouvelle panne survient le 6 mars, affectant le chargement des images, le fonctionnement des liens hypertextes, ou encore l'accès au TweetDeck pour les utilisateurs professionnels,. Le 3 avril 2023 vers 20 h, le logo Twitter est remplacé par celui du Dogecoin. Ce « poisson d'avril » en retard est un pied de nez aux accusations portées contre Elon Musk d'avoir manipulé le cours de la cryptomonnaie Dogecoin, et sert avant tout, selon certains médias, à détourner l'attention autour de cette plainte. Le logo original est finalement rétabli au bout de quelques jours.
À partir de février 2023, y compris au sein de la plateforme et ce contrairement à TikTok qui a pris des mesures sur ce sujet à partir de la journée de la Terre ayant eu lieu le 22 avril 2023, Twitter est accusé de propager sans frein le Déni du changement climatique. Début avril 2023, la société X Corp., propriété d'Elon Musk créée en 2022, située au Nevada aux États-Unis, absorbe Twitter Inc. qui disparait,.
Toujours début avril 2023, comme il le faisait pour de nombreux médias étatiques de dictatures, Twitter décide de présenter plusieurs médias comme « financés par le gouvernement », dont la National Public Radio (NPR), le réseau de radiodiffusion de service public des États-Unis, et la BBC, radiodiffuseur de service public britannique. La NPR conteste ce label, rappelant qu'elle est indépendante du gouvernement, puisqu'elle forme une structure non commerciale financée en grande majorité par des dons de particuliers ou d'institutions, et seulement à 13 % par des fonds du gouvernement fédéral, dont la Corporation for Public Broadcasting. Faute d'accord, la NPR annonce le 12 avril son départ de Twitter et la fermeture sous deux semaines de la cinquantaine de comptes officiels qu'elle y possède. La BBC conteste également la pertinence du label qui lui est accolé. Le réseau Public Broadcasting Service, réseau de télévision américain, quitte à son tour Twitter le même jour, pour les mêmes raisons avant d'y revenir. Le 17 avril, la société Radio-Canada (CBC), service public canadien, annonce suspendre ses activités sur Twitter en réaction à la même affaire. Le lendemain, la radio publique suédoise Sveriges Radio (SR) annonce quant à elle la fin de ses activités sur la plateforme mais réactive son compte. Le label est finalement supprimé pour tous les médias, y compris pour les dictatures. Durant la troisième semaine d'avril 2023, la possibilité de faire des recherches au sein de la plateforme sans être connecté est supprimée,. Fin avril 2023, la plate-forme de sites et de blogs WordPress supprime sa fonction de partage sur Twitter. Twitter avait annoncé des changements importants dans les termes d'utilisation de l'API Twitter et une forte augmentation des prix, et les négociations entre Twitter et Wordpress n'ont pas abouti. Wordpress annonce vouloir implémenter bientôt des fonctionnalités de partage sur Instagram et Mastodon.
Le 11 mai 2023, Elon Musk annonce avoir recruté une nouvelle directrice générale pour le réseau social Twitter et X Corp., qui devrait prendre ses fonctions six semaines plus tard, mais sans préciser dans un premier temps l'identité de la personne qui le remplace ainsi à ce poste (il resterait président du conseil d'administration et directeur technique). Quelques heures après cette annonce, deux grands quotidiens américains, le Wall Street Journal puis le Washington Post, indiquent que la nouvelle directrice générale du réseau social serait Linda Yaccarino, ce qui reste alors à officialiser. Elon Musk a confirmé par tweet sa nomination le 12 mai 2023, précisant : « elle va se concentrer principalement sur les affaires, tandis que je vais m'occuper du design du produit et des nouvelles technologies »,.
Le 10 mai 2023, Musk annonce l'arrivée de fonctionnalités d'appels audio et vidéo. Le 19 mai, les messages vocaux privés, qui étaient proposés depuis des années dans certains pays, sont généralisés. Fin mai 2023, le commissaire européen au marché intérieur Thierry Breton annonce que Twitter se retire du « code de bonnes pratiques » de l'Union européenne (UE) en matière de désinformation en ligne (un engagement volontaire commun d'entreprises, d'institutions et d'ONG). Il rappelle l'obligation pour Twitter de se conformer à la législation européenne sur les services numériques (Digital Services Act, DSA). Le 13 juin 2023, Musk annonce limiter les non-abonnés à Twitter Blue à 90 messages privés par jour et l'impossibilité d'envoyer des messages privés aux comptes qui ne les suivent pas. Le jour même, Twitter supprime la possibilité de voir la liste d'abonnés et d'abonnement des comptes des autres utilisateurs. Finalement le 18 juillet, il est décidé de ne désactiver par défaut que la possibilité de recevoir des messages privés de la part de comptes auxquels on n'est pas abonné et qui ne sont pas abonnés à Blue,. Cependant, la limite du nombre de DM est conservée. Le 30 juin 2023, Twitter supprime toute possibilité de consulter des tweets sans être connecté,. Musk affirme que la mesure est temporaire. Le 1er juillet 2023, une panne mondiale intervient. Plus tard, Elon Musk annonce que Twitter limite temporairement le nombre de tweets quotidiens pouvant être lus à 1 000 pour les utilisateurs non vérifiés et 10 000 si le compte est abonné à Twitter Blue,,. La mesure a été interprétée par L'Express comme étant en fait la conséquence des licenciements massifs. Pour l'obligation faite aux utilisateurs de se connecter, Mashable estime que le but est de vendre aux annonceurs les données des visiteurs du site. Cependant, cette mesure empêche Google d'indexer sur son moteur de recherche le contenu issu du réseau social, provoquant une baisse des consultations de la plateforme.
Le 3 juillet 2023, il est annoncé que Tweetdeck ne sera plus accessible aux non-abonnés à Twitter Blue. Le 13 juillet 2023, Twitter annonce la possibilité de rémunérer les abonnés de Twitter Blue à partir d'un certain seuil de visibilité.

### Transformation en «X» (2023–2024)
Le 23 juillet 2023, Elon Musk annonce que le nouveau nom de Twitter sera « X », accompagné d'un changement de logo. Un logo provisoire est effectif dès le lendemain dans l'interface du site internet, reprenant celui créé en 2021 pour un podcast intitulé X Pod, et inspiré par la majuscule mathématique ajourée x (‹ 𝕏 ›) du standard Unicode,,,. Elon Musk avait annoncé dès novembre 2022 avoir pour projet de transformer Twitter en X, une application multiservice basée sur le modèle de l'application chinoise WeChat, procurant des services de banque et de paiement en ligne.
Notant que le réseau social n'est plus « tout à fait le même », Libération qualifie les changements progressifs opérés depuis octobre 2022 jusqu'au changement de nom de « démantèlement méticuleux » de Twitter. Le 28 juillet 2023, Musk annonce que le mode sombre sera activé par défaut et que le mode sombre bleu sera supprimé. Le 18 août 2023, Musk annonce qu'il ne sera plus possible de « bloquer » une personne sur X en dehors des messages privés. L'affichage des liens externes postés dans les messages sur X change début octobre. Auparavant, poster un lien externe dans un message générait un aperçu à la façon d'une manchette de journal, avec le titre de la page en grand, une image, un chapeau de texte et le lien complet. Désormais, les liens externes sont moins visibles : l'aperçu se résume à une image sans titre ni chapeau, le lien figure en bas à gauche de l'image et seul le nom de domaine du site apparaît. Selon Elon Musk, cela fera passer plus de temps aux internautes sur son réseau, en les incitant moins à cliquer sur des liens externes. Cette modification est critiquée car il devient plus difficile de vérifier si, dans un message, un lien est bien ce que le message affirme qu'il est, ce qui risque d'occasionner davantage de mensonges et d'exagérations ; d'autre part, ceci dégrade l'accessibilité du réseau.
Début octobre 2023, le réseau perd 60 % de ses revenus publicitaires et 3,5 % de ses utilisateurs actifs quotidiens, ce qui porte leur nombre à 245 millions. Selon une étude de l'agence Gupta Media paru fin octobre 2023 étudiant la rentabilité des publicités sur plusieurs réseaux sociaux (Meta, Youtube, TikTok et Twitter/X), le coût pour mille impressions (CPM) des publicités diffusées sur X s'est effondré en un an, passant de 5,77 dollars en septembre 2022 à 0,65 dollars en août 2023, ce qui constitue la baisse la plus importante parmi les réseaux sociaux étudiés,. Selon une étude de l'entreprise Apptopia parue le 20 octobre 2023 et publiant de nouvelles données basées sur 100 000 applications disponibles sur iOs et Android, Twitter/X a perdu 13 % de ses utilisateurs actifs quotidiens entre octobre 2022 et octobre 2023 (passage de 140 à 121 millions). L'écart entre ceux qui consultent quotidiennement l'application et ceux qui ne la consultent que tous les mois se creuse, mais les utilisateurs encore quotidiennement actifs montrent le même taux d'engagement. Le changement de nom de Twitter en X en juillet 2023 semble avoir été très négatif, avec une perte en août et septembre de plus de 5 % d'utilisateurs actifs quotidiens.
Avec le test du paiement de X mis en place en octobre 2023 aux Philippines et en Nouvelle-Zélande, Elon Musk projette un X à trois vitesses. Premièrement un X gratuit permettant que de lire ce qu'il s'y passe. Deuxièmement un X à 1 $ permettant de tweeter et retweeter mais faisant apparaitre l'utilisateur après les comptes premium dans le fil d'actualités. Et enfin le X des comptes premium où l'utilisateur apparait en début du fil d'actualités. Elon Musk croit qu'un X payant, même à un prix annuel de 1 $, va faire fuir les faux comptes et les spams et que les comptes « normaux » seront d'accord pour payer, un pari risqué selon Numerama d'autant plus qu'il juge rare de voir des utilisateurs payer un service jusqu'alors gratuit. Cette expérience reste sans suites.
Début novembre 2023, le réseau commence à revendre des pseudonymes et identifiants d'anciens comptes inutilisés à d'autres personnes, certains au prix de 50 000 euros,. Le 28 mars 2024, Elon Musk annonce revenir sur la modification des règles du badge bleu qu'il avait réalisée. Les comptes ayant ainsi plus de 2 500 abonnés certifiés disposeront gratuitement des fonctionnalités Premium, et à partir de 5 000 abonnés les fonctions premium + leur être offertes, permettant dans les deux cas l'attribution du badge bleu. Le 17 mai 2024, l'adresse twitter.com, qui pouvait toujours être utilisée en parallèle de x.com, est totalement redirigée vers cette dernière adresse. Le même mois, le réseau permet à l’utilisateur de voir les réponses à un de ses tweets d'un compte qui l'a bloqué. Le 13 juin 2024, X supprime la possibilité de voir les likes des autres utilisateurs. Courant juillet 2024, E. Musk annonce le déménagement du siège social de X de San Francisco à Austin au Texas qu'il justifie par le vote d'une loi californienne sur la transidentité,. Le 12 août 2024, Elon Musk, soutien de Donald Trump, pour les élections présidentielles de 2024 et utilisant le réseau à des fins de propagande depuis plusieurs mois, annonce le retour de l'ancien président sur X plus de trois ans après son bannissement, et quelques mois après la réouverture de son compte. Il diffuse dans la foulée une interview en direct d'une heure avec lui,.
Thierry Breton demande à Elon Musk de respecter les règles de l'UE dans ce type de débat qui pourrait se voir sanctionné, dont par l'Union européenne dans le cadre du Règlement sur les services numériques. X est aussi jugé très sévèrement pour sa couverture des Jeux olympiques de Paris de 2024, et accusée par le gouvernement britannique d'avoir indirectement favorisé les émeutes au Royaume-Uni en juillet 2024. Certains annonceurs disent envisager de quitter X qui laisse passer trop d'informations fausses ou très controversées. Le gouvernement du Royaume-Uni veut en réponse, éduquer la jeunesse face aux théories du complot qui fleurissent dans la société, et notamment sur Internet, favorisant l'incitation à la haine. Selon un article du Monde paru en août 2024, Elon Musk « se crée sa propre niche politique pour faire évoluer par l'intermédiaire de X les opinions dans un sens qui lui soit bénéfique ou conforme à ses convictions politiques ».
En septembre 2024, X permet de retoucher les messages privés, puis, le 5 novembre 2024, supprime la possibilité de bloquer des comptes (on peut seulement empêcher la personne bloquée d'interagir à ses tweets). Cette mesure est controversée, un harceleur peut ainsi espionner sa victime, sans avoir besoin de se créer un nouveau compte.

### Campagne électorale américaine et départs consécutifs (depuis 2024)
Durant la campagne électorale des élections présidentielles américaines de novembre 2024, Elon Musk soutient fortement Donald Trump, dont via d'importants financements investis dans des comités d'action politique faisant campagne pour le candidat républicain, comme Building America's Future et Future Coalition PAC, qui affichent des messages politiques ciblant des électeurs potentiels ayant préalablement fait l'objet d'un profilage sociopsychologique ; certains de ces messages sont de fausses informations, par exemple de fausses publicités attribuées à la candidate démocrate Kamala Harris. Musk est également le plus important soutien financier de Trump, à hauteur de 120 millions de dollars. Ce soutien d'Elon Musk est considéré comme ayant joué un rôle déterminant dans la réélection de Trump,.
Durant la campagne, Musk déclare avoir fait modifier l'algorithme du réseau X pour mettre en avant les messages de Trump et ses propres messages. Cette mise en avant artificielle est confirmée et mesurée par une étude de l'Université technologique du Queensland en novembre 2024. L'usage politique d'un réseau social par son propriétaire n'est pas illégale aux États-Unis, où X n'a pas le statut de média, et où les médias d'opinion sont autorisés, par exemple Fox News. X ne peut cependant plus être considéré comme une plateforme « neutre ». Musk met également en avant sur X des théories complotistes au sujet de ces élections et des précédentes. L'ONG Center for Countering Digital Hate (Centre contre la haine en ligne) estime que de fausses informations publiées par Musk sur X ont été visionnées plus d'1,2 milliard de fois. Plusieurs médias dénoncent une campagne de désinformation surpassant celles des services russes,.
En novembre 2024, à la suite de la victoire de Donald Trump à l'élection présidentielle américaine, qu'Elon Musk a financé et soutenu, le réseau connaît un mouvement important. Certains publicitaires américains ayant déserté la plateforme à la suite du rachat de Twitter par Musk en 2022 annoncent leur retour sur X, et inversement, d'autres entreprises américaines annoncent suspendre leurs annonces publicitaires sur X telles que Disney, Apple, Paramount et Balenciaga, ainsi que des personnalités américaines du domaine du cinéma et de la littérature, bientôt suivies par des entreprises et personnes hors des États-Unis. De nombreux journaux quittent le réseau. En France, un collectif d'universitaires, d'élus et de médias appelé « HelloQuitteX » appelle à fermer les comptes sur X le 20 janvier 2025, jour de l'investiture de Donald Trump ; la plateforme donne des outils pour migrer de cette plateforme et recense ceux qui ont franchi le pas.
En Allemagne, les institutions de la mémoire de la Shoah, les organisations de recherche et les personnalités spécialistes de ce domaine quittent ensemble le réseau X en novembre 2024,,. Le directeur du Comité international d'Auschwitz déclare : « Les survivants de l'Holocauste se sentent de plus en plus menacés par la vision du monde toxique d'Elon Musk, son mépris pour la démocratie et la haine agressive, y compris l'antisémitisme, qui se répandent rapidement sur X. Les survivants ne veulent plus faire partie d'un système de communication où la violence verbale, le cynisme et les mensonges se font de plus en plus éhontés et banalisés chaque jour qui passe ».
À la suite du soutien répété affiché par Musk au parti politique allemand d'extrême droite AFD via le réseau X, les départs se multiplient à nouveau. En Allemagne, la Cour fédérale de justice allemande, plus de 60 universités allemandes (le pays en compte un peu plus d'une centaine), plusieurs syndicats dont le syndicat des services Ver.di, plusieurs clubs de football comme le Werder Brême et le FC St. Pauli, ainsi que la chaîne de supermarchés Aldi Nord, quittent le réseau. En France, des institutions de recherche et d'enseignement supérieur annoncent leur départ : les universités de Bordeaux, Bordeaux-Montaigne, l'IUT et le CHU de Bordeaux,, l'École polytechnique, l'université Paris-Saclay, l'École des hautes études en sciences sociales.
Selon le Financial Times, Twitter compte 237 millions d'utilisateurs actifs quotidiens en 2022, 247 millions en 2023 et 251 millions en 2024. D'autres sources comme l'entreprise de veille de marché Sensor Tower indique qu'après qu'Elon Musk a racheté l'application, Twitter voit son nombre de comptes actifs diminuer de 15 % entre 2023 et février 2024.
À la suite de l'élection présidentielle américaine de 2024 remportée par Donald Trump, soutenu par Elon Musk, selon l'entreprise, le réseau voit son nombre de comptes actifs mensuels augmenter de 6 %, mais son nombre de comptes actifs quotidiens stagne depuis le rachat. Selon Euronews, 115 000 comptes sont désactivés au lendemain du scrutin. Selon NBC News, Twitter vit son plus grand « exode d'utilisateurs » depuis le rachat de Twitter par Elon Musk car d'après des estimations indépendantes de l'entreprise Sensor Tower, le nombre de comptes actifs quotidiens aurait diminué de 15 % entre 2023 et février 2024, tandis que le nombre de comptes actifs aux États-Unis a diminué de 23 % depuis son rachat par Elon Musk en novembre 2022. Depuis, de nombreux utilisateurs indiquent quitter X pour rejoindre le réseau social Bluesky développé depuis le printemps. Ce dernier utilise la même interface et les mêmes principes que X mais s'éloigne des prises de position et des agissements d'Elon Musk. Plusieurs célébrités ont quitté le réseau, depuis cette période.
L'issue de l'élection présidentielle américaine marque aussi un retour en masse des annonceurs sur X. En décembre 2024, le nombre d'annonceurs sur la plateforme est 123 % plus élevé qu'à la même période en 2023. Amazon, Dell, Temu, Shein ou encore la NFL sont parmi les plus gros annonceurs de la plateforme X.
Peu avant les élections fédérales en Allemagne en février 2025, un rapport de l'ONG britannique Global Witness étudiant les réseaux X, TikTok et Instagram indique que 64 % des contenus proposés par l'algorithme du réseau X sont des publications du parti d'extrême droite AfD, soutenu par Elon Musk, et 72 % sont des contenus de droite ; l'ONG dénonce un biais politique (sans se prononcer sur son caractère volontaire ou non) et un danger pour la démocratie.
Le 28 mars 2025, Elon Musk annonce le rachat de X par sa société d’intelligence artificielle xAI, intégralement par échange d'actions valorisant X a 45 milliards de dollars (plus précisément à 33 milliards de dollars + 12 milliards de dollars de dette) sur la base de la valorisation de xAI à 80 milliards de dollars selon sa dernière levée de capital.
Courant 2025, X développe une nouvelle application, XChat, qui doit remplacer les messages privés, et qui permet de supprimer un message envoyé, masquer la mention lu d'un message reçu et permet d'envoyer des fichiers. Les messages sont également cryptés de bout en bout.
Entre août 2024 et fin avril 2025, selon les chiffres fournis par le réseau à l'Union européenne afin de se conformer au Digital Services Act, le réseau X montre un net déclin en Europe où il perd 11 millions d'utilisateurs, soit environ 10,5 % de ses utilisateurs sur ce continent. Les pays montrant le plus grand nombre de départs sont la France (2,7 millions), la Pologne (1,8 million) et l'Allemagne (1,3 million) ; les départs proportionnellement les plus importants par rapport à la population des pays ont lieu en Lituanie et au Luxembourg, où X a perdu un quart de ses utilisateurs.

## Fonctionnalités
En septembre 2014 : après son concurrent Facebook, le réseau social teste également un bouton « Buy now » permettant de réaliser des achats à partir de tweets. Parmi les partenaires associés, Burberry, The Home Depot ou encore le rappeur Eminem. En juin 2015, le groupe lance un outil qui permet de mieux cibler les annonces que voient les utilisateurs à partir des applications installées sur leur mobile.
En décembre 2016, Jack Dorsey demande aux utilisateurs du réseau social la fonctionnalité qu'ils aimeraient voir apparaître, sans surprise, il s'agira de la possibilité d'éditer un tweet déjà rédigé (autrement dit le modifier même après publication). Mais cette fonctionnalité est difficile à mettre en œuvre, notamment du fait que les publications sur Twitter sont rapides et plus facilement partagées que sur les autres réseaux sociaux pouvant amener à la remise en question de l'intégrité du message publié initialement.

### Tweetetretweet
Chaque court message, le tweet ou gazouillis, était limité, à l'origine, à 140 caractères, avant de passer à 280 caractères en novembre 2017. Il contraint les utilisateurs à être concis dans leur rédaction. Initialement, Twitter pouvait être utilisé par l'intermédiaire des SMS. Ceux-ci étant limités à 160 caractères, Twitter avait pris cette limite et conservé vingt caractères pour ajouter son nom d'utilisateur. La capacité limitée à 140 caractères par message sur le service a favorisé l'émergence de plateformes de contenu, telle TwitPic, qui permettait de poster des images et photos, et de bit.ly pour raccourcir les liens, avant que ceux-ci soient automatiquement raccourcis par Twitter en 2011,. Par ailleurs, dès l'été 2015, Twitter avait levé la limite des 140 caractères sur les messages privés pour atteindre 10 000 caractères.
Il existe deux manières de « retweeter » : soit comme initialement en copiant/collant intégralement le tweet lu en le précédant de la mention « RT @Bob », soit comme depuis fin 2009 en le « retweetant » automatiquement pour l'afficher à ses abonnés tel qu'on l'a vu soi-même, avec l'avatar de l'auteur d'origine, sauf si l'auteur d'origine utilise un compte protégé.
Depuis le 15 juin 2016, Twitter offre la possibilité de retweeter ou de citer ses propres tweets.
Depuis le 19 septembre 2016, Twitter ne décompte plus le nombre de caractères utilisés lors de l'insertion de photos, de vidéos et de gif dans un tweet, ce qui libère vingt caractères supplémentaires.
Après le changement de nom en X le 23 juillet 2023, les tweets sont renommés posts.

### Abonnements
Cette section ne s'appuie pas, ou pas assez, sur des sources secondaires ou tertiaires indépendantes du sujet. Le texte peut contenir des analyses inexactes ou inédites de sources primaires.
Pour l'améliorer, ajoutez-en, ou placez des modèles {{Source secondaire souhaitée}} ou {{Source secondaire nécessaire}} sur les passages mal sourcés. (janvier 2025)
Après s'être connecté à Twitter en tant que membre inscrit, on accède aux tweets (mini-messages) en fil postés par ses propres abonnements, c'est-à-dire par les comptes d'utilisateurs que l'on a choisi de « suivre ». Si l'utilisateur Alice « suit » l'utilisateur Bob, on dit qu'Alice est une abonnée de Bob et que Bob est un abonnement d'Alice.
Dans la version française de l'interface, un follower est appelé initialement « suiveur » remplacé par « abonné » et un following, par « suivis » puis « abonnement ». Twitter est un réseau social asymétrique, c'est-à-dire n'engageant pas de réciprocité.
Il est possible pour un utilisateur de restreindre la lecture de ses mini-messages en gardant privé l'accès à son compte, en évitant donc de le rendre public (« tweets protégés »). Les messages sont alors visibles par l'abonné uniquement après validation d'une requête d'ajout à sa liste d'abonnement par l'utilisateur qui a appliqué un accès privé, ces tweets ne pouvant pas être retweetés.
L'accès privé n'est pas le mode par défaut de Twitter. Il n'est pas vraiment dans l'esprit de ce service, et son existence même n'est pas connue de tous les utilisateurs (certains utilisateurs déclarent avoir quitté Twitter parce qu'ils pensaient impossible de rendre son compte privé). En revanche, les comptes qui ne sont pas privés sont bien publics, ce qui implique qu'un tweet est bien un propos public et peut donc être repris et cité dans les médias ou en justice par exemple.

### Fil d'actualité
Le fil d'actualité, ou « timeline » en anglais (abrégé « TL »), est la page principale sur laquelle apparaissent les tweets des comptes auxquels l'utilisateur s'est abonné.
Le 23 mars 2015, Twitter lance un nouveau filtre sur son application mobile permettant de lutter contre le harcèlement en ligne. Ce filtre qualité vise à supprimer les notifications et les apparitions sur le fil d'actualité des tweets contenant des menaces ou des propos offensants envers l'utilisateur.
En décembre 2015, alors que les tweets s'affichent habituellement dans l'ordre antichronologique, Twitter décide d'expérimenter d'autres méthodes de classement pour ses messages. Certains utilisateurs voient alors l'ordre de leurs tweets complètement bouleversé et ne tardent pas à témoigner leur mécontentement sur le réseau social.

### Mentions
Un nom précédé d'arobase « @ » est un lien vers le compte Twitter de l'utilisateur de ce nom (qui permet de voir tous ses tweets, sauf s'ils sont protégés). Chaque utilisateur peut consulter les mentions qu'il a reçues dans l'onglet « @ Connect », remplacé par « @ Notifications ». Si un tweet débute par une mention, seuls les abonnés suivant le compte mentionné verront le tweet dans leur fil d'actualité (par exemple @Eve rédige un tweet en commençant par @Bob, donc parmi les abonnés de @Eve, seuls ceux qui suivent également @Bob liront le tweet depuis leur fil d'actualité).

### Hashtags - mot-clic - mot-dièse
Un mot précédé du signe « # » (croisillon) est un hashtag. Au Québec, l'Office québécois de la langue française a créé et proposé en janvier 2011 le terme « mot-clic ». En France, la Commission générale de terminologie et de néologie a proposé en janvier 2013 le terme « mot-dièse ». Il s'agit d'un sujet attribué au message, Twitter peut afficher tous les tweets comportant un hashtag précis, et établit un classement des mots ou bien des hashtags du moment les plus utilisés (les trending topics, désormais disponibles pour les tweets rédigés en français) — d'où parfois des détournements du système, sur le même principe que le bombardement Google.
En pratique Twitter a un vocabulaire propre, les utilisateurs du service de microblog créent de nombreux hashtags sous forme d'abréviations. Ci-dessous sont identifiés les plus couramment utilisés :
- #TT, Trending Topics (sujets tendances) ;
- #FF, FollowFriday (tradition — qui s'essouffle — consistant à indiquer, chaque vendredi, des comptes Twitter que vous souhaitez recommander aux abonnés de votre fil) ;
- #PP, Profile Picture (photo de profil) ;
- #NP, Now Playing, utilisé pour parler de la musique que l'on est en train d'écouter (musique, radio…) ;
- #NW, Now Watching, utilisé pour parler de ce que l'on est en train de visionner (télévision, film, vidéos…) ;
- #LT, Last Tweet (ou tweet précédent), utilisé quand un utilisateur fait une référence à son précédent tweet posté (par exemple, lorsqu'il n'a pas eu assez de place pour écrire ce qu'il souhaite dans son tweet) ;
- #NSFW, Not Safe For Work (pas sûr pour le travail), utilisé pour signaler un contenu inapproprié dans un cadre professionnel ou en public, indécent, voire vulgaire, violent ou à caractère sexuel.

Tous les jours, de nombreux hashtags voient le jour et se popularisent par viralité, selon l'actualité du moment ou pour des raisons humoristiques (mèmes). De nombreux médias, acteurs institutionnels, marques… promeuvent des hashtags, sur Twitter et d'autres supports (télévision, publicité, presse-papiers…) pour inciter les internautes à communiquer sur leurs sujets (par exemple : #ConfPR pendant les conférences de presse du président de la République française).

### Trending Topic
Les trending topics, abrégés « TT » sur Twitter, sont les sujets tendances. Ce sont des mots, des hashtags ou des phrases qui ont été tweetés de multiples fois durant une période. Il est possible d'afficher les tendances par pays, par ville ou encore dans le monde entier.

### Cashtags
Depuis 2012, dans un tweet, le symbole « $ » placé devant le code d'une devise boursière permet de consulter en temps réel les discussions sur les sociétés cotées en Bourse. Par exemple « $AAPL » pour Apple ou bien « $TWTR » pour Twitter.

### Messages directs
Les utilisateurs peuvent s'échanger des messages privés à travers des « messages directs », « MD » (« Direct Message » en anglais, abrégé « DM »). Cependant, on ne peut envoyer de DM que si l'on est abonné à un compte et que ce compte est lui-même abonné en retour (abonnements réciproques). Le 11 juin 2015, Twitter a introduit la possibilité d'envoyer des « messages directs » de plus de 140 caractères. Cette limite de 140 caractères a été supprimée le 12 août 2015.

### Audio
En 2014, Twitter propose un nouveau service, Audio card, qui permet de partager de la musique, d'écouter et de découvrir la musique des autres utilisateurs directement sur le site de microblogging. L'un des principaux partenaires de ce nouveau système d'écoute en ligne est la plateforme SoundCloud dans laquelle Twitter investit 70 millions de dollars en juin 2016.
Le 17 juin 2020, Twitter introduit les audio tweets, c'est-à-dire la possibilité d'inclure des messages audios directement dans ses tweets. Le 17 décembre 2020, Twitter présente Spaces (« Espaces »), une nouvelle fonctionnalité permettant de créer des salons de discussion audio en direct. Le 25 août 2022, Twitter annonce officiellement l'arrivée des podcasts sur la plateforme.

### Vidéo
Le 24 janvier 2013, Twitter lance Vine, une application qui permet de publier sur Twitter de courtes vidéos de six secondes jouées en boucle. Depuis le 27 janvier 2015, l'application Twitter permet nativement la publication de vidéos d'une durée maximale de trente secondes, jusqu'à dix minutes pour les comptes certifiés.
Le 26 mars 2015, Twitter lance l'application Periscope permettant à l'utilisateur de diffuser de la vidéo en direct à ses abonnés depuis son smartphone. L'application est définitivement fermée le 31 mars 2021.

### Fleets
Les fleets (« pensées fugaces »), aussi appelés « stories », depuis 2013 sur Snapchat, et adoptés par Twitter en novembre 2020, sont une fonctionnalité similaire à ce qu'on retrouve sur Instagram et LinkedIn. Il s'agit d'un diaporama de photos et vidéos éphémères qui disparaissent au bout de 24 heures. Lorsqu'un fleet est publié par un utilisateur, celui-ci peut contenir du texte, des vidéos, des photos ou des GIF. Contrairement à un tweet, cependant, les autres utilisateurs ne peuvent pas retweeter, liker ou poster une réponse publique.
Boudée par les utilisateurs de Twitter, la fonctionnalité n'arrive pas à trouver sa place au sein du réseau social américain et se voit supprimée définitivement de la plateforme le 3 août 2021.

### Tip jar
La fonctionnalité tip jar (« boîte à pourboires ») — lancée en mai 2021 pour certains comptes anglophones seulement — permet aux utilisateurs de Twitter d'envoyer ponctuellement de l'argent aux comptes de leur choix, via des intermédiaires tels que PayPal ou Patreon et sans commission de la part du réseau social,.

### Cercle
Le cercle est une fonctionnalité qui permet de twitter soit à une audience restreinte, choisie par l'utilisateur dans une limite maximum de 150 personnes soit à ses followers. Le but est de s'exprimer dans une sphère plus petite, un « cercle » qui permet d'éviter les polémiques ou de cibler son message par exemple pour des influenceurs qui aimeraient échanger avec leur communauté. La fonctionnalité est apparue au courant de l'été 2022 et a été retiré le 1ᵉʳ novembre 2023 malgré l'engouement porté par les utilisateurs.

### Abonnements
Le 27 octobre 2023, X lance deux nouveaux abonnements, un an exactement après qu'Elon Musk a racheté le réseau social.
Les utilisateurs peuvent désormais choisir entre trois formules : Basic, Premium (anciennement « Blue ») et Premium +, respectivement à 3, 8 et 16 dollars par mois. Ces abonnements sont controversés, ils sont appréciés par certains utilisateurs qui bénéficient désormais d'un revenu Twitter. Toutefois, certains experts sont plutôt inquiets par ce système car d'une part, il incite l'utilisateur moyen à payer pour utiliser le réseau social, et d'autre part il apporte sur l'application une montée de contenus provocants afin de générer du chiffre pour être rémunéré.

### Modification des messages privés
Le 2 septembre 2024, le réseau ajoute la possibilité de modifier les messages privés après leur envoi.

## Outils

### Google
En octobre 2009, Google, à la suite d'un partenariat avec la société Twitter, référence les « tweets » publiés sur le site de cette dernière en les indexant en temps réel dans les résultats de ses pages de recherche. Ce partenariat est ensuite suspendu en juillet 2011 à la suite de l'arrivée du produit social de Google : Google Plus. Le 20 mai 2015, Twitter met fin à cette suspension, autorisant Google à référencer son flux de données, rendant possible le référencement des tweets en temps réel aux États-Unis. Le 21 août 2015, Twitter et Google établissent un partenariat permettant aux messages publiés sur le premier d'apparaître dans les résultats de recherche du second. Rendue possible sur smartphones depuis mai 2015, cette pratique s'étend désormais aux recherches faites depuis un ordinateur de bureau.

### Utilisations externes
Depuis ses premières années, Twitter propose une interface de programmation (API) ouverte et documentée. Celle-ci permet de construire facilement des applications ou des services s'appuyant sur la plateforme Twitter. Un grand nombre de logiciels tiers ont été développés, non seulement pour lire et écrire sur Twitter sans utiliser le site lui-même, mais dans certains cas, ils ajoutent des fonctions de tri, filtrage, remplacement automatique des URL par celles d'un service de réduction d'URL (quasiment indispensable vu que la limite de 140 caractères comprend les éventuels liens), etc. De plus, il en existe pour toutes les plates-formes, y compris les smartphones.
Sur de nombreux blogs, un bouton permet à un utilisateur, s'il aime un billet, de générer immédiatement un Tweet en son nom et donnant un lien vers le billet. C'est cette possibilité de réutilisation qui rend Twitter quasiment impossible à bloquer. Même si un pays souhaitant limiter la liberté d'expression bloque l'accès à twitter.com, il ne peut pas bloquer tous les sites utilisant une API permettant aux utilisateurs de poster un tweet depuis ce site, à moins de bloquer tous les sites internet sauf une liste blanche.
Le 16 août 2018, la fermeture de deux anciennes API entraîne la disparition de fonctionnalités clés utilisées par des applications tierces, les privant notamment de flux de tweets en temps réel (stream), de la fonctionnalité « messages directs » ou de l'affichage de certains types de notifications.

## Données personnelles et sécurité
Twitter collecte des données personnelles sur ses utilisateurs et les partage avec des tierces parties. Twitter considère ces informations comme un actif et se réserve le droit de les vendre si la société change de mains. En revanche, Twitter ne prétend en aucun cas avoir des droits sur les messages envoyés par les utilisateurs (voir ci-dessous). Twitter indique supprimer toutes vos données personnelles au bout de 30 jours lorsque vous supprimez votre compte Twitter.
Une faille de sécurité a été rapportée le 7 avril 2007 par Nitesh Dhanjani et Rujith. Nitesh a utilisé FakeMyText pour envoyer un message à la place de la victime en modifiant l'en-tête du SMS pour se faire passer pour un autre numéro. Cette usurpation d'identité ne peut être réalisée que si l'on connaît le numéro de téléphone rattaché au compte Twitter. À la suite de cette annonce, Twitter introduisit un code PIN que l'utilisateur peut indiquer pour authentifier le message SMS.
Le 5 janvier 2009, 33 comptes Twitter ont été piratés, dont ceux de Barack Obama et de Britney Spears. Le pirate a obtenu le mot de passe d'un administrateur de Twitter grâce à une attaque par dictionnaire. Il a ensuite utilisé certains outils de l'équipe de support technique comme l'édition ou le rappel des courriels associés au compte Twitter,.
En juillet 2012, le PDG de Twitter, Dick Costolo, annonce que le site permettra à ses utilisateurs de télécharger l'ensemble de leurs tweets.
Le 15 juillet 2020, des comptes appartenant à des employés de Twitter disposant d'un accès aux outils internes de l'entreprise sont compromis à la suite d'une attaque par ingénierie sociale, les attaquants prennent ensuite possession de comptes de nombreuses personnalités telles que Barack Obama, Elon Musk, Jeff Bezos, Kanye West ou encore XXXTentacion, mais aussi d'entreprises telles qu'Apple ou Uber pour y publier des tweets incitant les internautes à envoyer de l'argent sur une adresse bitcoin, promettant de doubler leur mise,,. Les attaquants ont reçu l'équivalent de plus de 118 000 dollars. Selon Rachel Tobac, présidente de la compagnie de cybersécurité SocialProof Security, il s'agit probablement de la plus grosse attaque que Twitter ait connu jusqu'à ce moment-là. « L'hypothèse la plus probable est que les pirates soient entrés en possession du panneau d'administration des employés de Twitter, qui permet de modifier les mots de passe et de désactiver les authentifications à plusieurs facteurs », ajoute-t-elle.
Le 26 décembre 2022, un pirate informatique met en vente une base de données contenant les données personnelles de plus de 400 millions de comptes Twitter, dont ceux de nombreuses célébrités, avec leurs adresses mail et leurs numéros de téléphone. Le 5 janvier 2023, un autre pirate met en ligne une base de données massive de 200 millions de comptes Twitter, peut-être la même qu'en décembre. La Commission de la protection des données (DPC) d'Irlande, pays où se trouve le siège de Twitter, lance le 23 décembre 2022 une enquête sur le groupe pour ce manque de protection des données de ses utilisateurs.
Une panne partielle du site web de Twitter le 28 décembre 2022 affecte des dizaines de milliers d'utilisateurs au Royaume-Uni, au Canada, en Allemagne, en Italie et en France.
Une mise à jour des conditions d'utilisation de Twitter/X qui entre en vigueur le 30 septembre 2023 indique que le réseau collectera désormais des informations personnelles supplémentaires sur les utilisateurs Premium : des données biométriques, des informations sur la formation et l'emploi. Elon Musk justifie cette collecte par la lutte contre les faux comptes.

### Pornographie
Pour Twitter, le contenu pornographique se définit comme du « contenu adulte », permis à condition que le compte soit identifié comme « sensible » et que le contenu soit accessible après un clic (non directement accessible). Des associations françaises ont demandé une restriction.
Les conditions d'utilisation de Twitter excluent la responsabilité de l'entreprise en cas de contenu pornographique : « Tout Contenu relève de la seule responsabilité de la personne qui l'a créé. Nous ne surveillons et ne contrôlons pas nécessairement tous les Contenus publiés via les Services, et nous ne pouvons en assumer la responsabilité ».

### Droits d'auteur
Le problème des droits d'auteur et de propriété intellectuelle s'appliquant à un message sur Twitter est loin d'être évident. Par exemple, si on recopie un tweet d'autrui, on ne peut invoquer le droit de courte citation, car le caractère « court » de la citation se rapporte à la longueur de l'œuvre dont elle est extraite. Les retweets, pour leur part, peuvent même être accusés de plagiat (si l'attribution à l'auteur original disparait) ou de violer les droits moraux de l'auteur quand le message est modifié.
Un tweet ne peut cependant systématiquement être protégé par le droit d'auteur, car celui-ci ne s'applique qu'aux « créations originales » non encore tombées dans le domaine public. Il est rare qu'un message aussi court puisse être considéré comme une création, mais pas impossible (par exemple, pour des slogans publicitaires).
Twitter lui-même encourage les utilisateurs à placer leurs messages dans le domaine public, ne revendiquant lui-même aucun droit dessus — ce qui lui vaut les félicitations de certains des défenseurs des contenus libres (en comparaison de Facebook).

## Modèle d'affaires
En 2009, Twitter n'a pratiquement pas produit de revenus étant donné la gratuité du service et l'absence de publicité (hormis sur la version japonaise). Ceci ne semble pas inquiéter les dirigeants, car Twitter n'a ni besoin d'une infrastructure complexe ni de faire sa propre publicité ou toute autre dépense de ce type ; ses dépenses sont donc très faibles, et les réserves obtenues par collectes de fonds suffisent probablement pour financer le service durant plusieurs années.
Twitter a un contrat avec l'entreprise SocialMedia, qui se sert de Twitter pour diffuser des tweets sur des produits ou qui peut aussi utiliser et citer des tweets à travers « Twitter Pulse » dans d'autres publicités sur Internet : « En d'autres termes, ne tweetez rien que vous ne voudriez voir sur un panneau sur Times Square ou diffusé lors du Super Bowl », écrit ainsi un journaliste du New York Times.
La stratégie de Twitter a été largement dévoilée quand des documents confidentiels ont été dérobés par piratage, puis envoyés au siège du blog TechCrunch ; après négociation, Techcrunch a publié ce qui se rapporte à la stratégie de l'entreprise, mais pas les informations privées ou concernant la sécurité. Il apparaît que Twitter compte générer des revenus en proposant des services avancés pour les comptes créés par les entreprises. Mais n'ayant pas un besoin urgent de générer des revenus, Twitter maintient une stratégie attentiste, cherchant en premier lieu à rassembler un maximum d'utilisateurs (objectif : 1 milliard en 2013), pour mieux valoriser ses services quand ils seront lancés.
En décembre 2015, l'annonce par Twitter de la mise en place d'une série de tests pour proposer à ses utilisateurs de la publicité monétisée à destinations des non-utilisateurs du réseau a eu pour effet une augmentation de 6,35 % de son action à la Bourse de New York.

### Rumeurs d'achat
Des rumeurs d'achat circulent depuis 2008. En novembre 2008, Facebook aurait proposé d'acheter Twitter pour 500 millions de dollars en actions basé sur une valorisation de Facebook de 15 milliards de dollars. Puis les noms de Google et Apple ont été évoqués,. Les dirigeants de Twitter démentent tout achat. En juin 2012, les rumeurs se font insistantes sur l'achat possible de Twitter par Google, considérant que l'introduction en Bourse de Facebook, jugée « ratée », compromet les chances de Twitter d'y entrer.
Depuis fin septembre 2016, de nouvelles rumeurs gonflent sur un éventuel achat et des négociations déjà sérieusement commencées entre Google, Salesforce.com, Microsoft et Twitter. La chaîne d'informations américaine CNBC parle même d'une proposition d'achat à 30 milliards de dollars alors que la valorisation de Twitter en bourse n'est que de 15 milliards de dollars. En octobre 2016, on apprend que toutes ces propositions ont échoué, le dernier pressenti (Salesforce) ayant renoncé.

### Financement de l'entreprise
La société a réalisé un premier appel public à l'épargne en 2007 auprès des fonds Union Square Ventures (en) (investisseurs de Delicious entre autres), Charles River Ventures et de plusieurs business angel, dont Marc Andreessen (fondateur entre autres de Netscape Communications et Ning), Dick Costolo (fondateur de FeedBurner), Ron Conway (un des premiers banquiers de Google) et Naval Ravikant (cofondateur d'Epinions).
Les deux premiers appels publics à l'épargne ont permis d'amasser 5,4 et 15 millions de dollars. Un troisième appel public à l'épargne, qui a permis d'amasser 35 millions de dollars selon le webzine américain TechCrunch, a été réalisé en 2009. Benchmark and Institutional Venture Partners, Union Square Ventures et Spark Capital ont apporté les fonds.
En octobre 2021, Twitter vend sa régie publicitaire MoPub à l'entreprise AppLovin pour un montant de 1,05 milliard de dollars.

### Valorisation financière
Fin 2008, Twitter est évaluée à 500 millions de dollars et, à la fin de 2009, à 1 milliard de dollars, en se basant sur les propositions d'achat.
En septembre 2009, un nouvel appel public à l'épargne permit d'attribuer à Twitter une valeur de 1 milliard de dollars, selon la valeur que doit avoir Twitter en rapportant la levée de fonds à la part acquise de l'entreprise.[pas clair]
Le 15 décembre 2010, Twitter lève 200 millions de dollars, ce qui fait monter la valorisation de Twitter à 3,7 milliards de dollars.
En juillet 2011, Twitter est en passe de porter sa valorisation à 7 milliards de dollars.
Ces valorisations financières restent fictives, car la société n'a toujours pas de business model (i.e de modèle économique) clairement établi, même si la publicité semble la solution la plus logique. On se base donc sur un potentiel estimé d'après le nombre actuel de visiteurs, de tweets et les sommes reçues lors des levées de fonds.
En 2013, Twitter a publié un projet d'introduction boursière (IPO). Cela pourrait être l'introduction en Bourse la plus importante du secteur depuis Facebook en 2012. Twitter espère ainsi lever près d'un milliard de dollars (734 millions d'euros) lors de son IPO, et révèle ses données financières : son chiffre d'affaires a presque triplé en 2012, pour atteindre 316,9 millions de dollars (pour une perte nette de 79,4 millions). Au premier semestre 2013, le CA a atteint 253,6 millions de dollars (69,3 millions de pertes nettes).
Le lendemain d'une chute de 20 % de l'action Facebook à la Bourse de New York, Twitter perd à son tour 20,54 % à la clôture de la bourse le 27 juillet 2018, soit une évaporation de 6 milliards et 836 millions de dollars de sa capitalisation boursière. Selon le Washington Post, ce seraient les suppressions et suspensions de comptes, principalement aux États-Unis, qui constitueraient la première explication de cette évolution de la valorisation boursière.
En mars 2020, la presse évoque les critiques émises par certains actionnaires concernant Jack Dorsey du fait des chiffres de croissance des utilisateurs et de « la performance boursière relativement léthargique par rapport à ses concurrents sur les réseaux sociaux », le présentant comme la cible d'un éventuel renvoi,.
En mars 2025, X est valorisée à 44 milliards de dollars, soit le prix d'acquisition payé par Elon Musk en 2022, et annonce avoir généré 1,2 milliard de dollars de profits au cours de l'année 2024.

## Utilisation

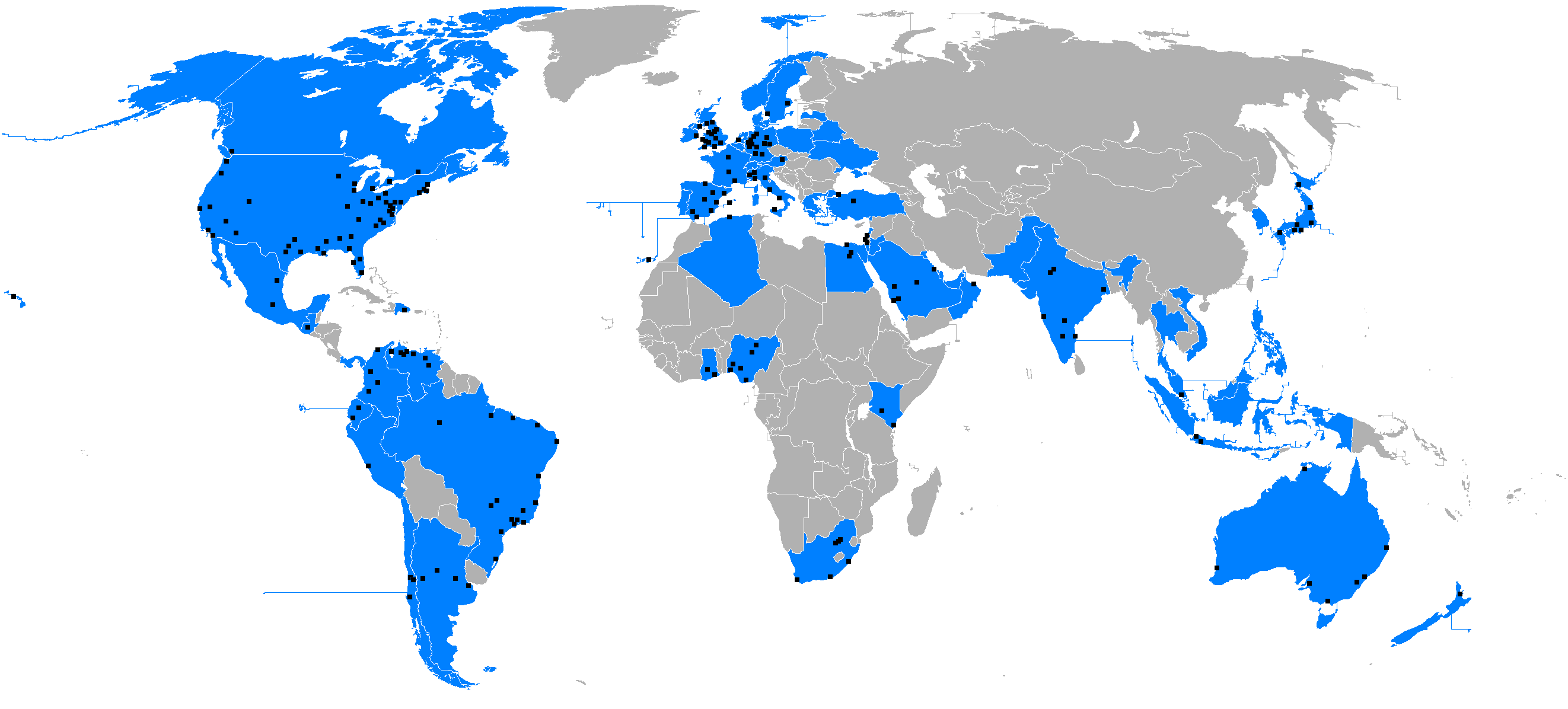
Carte des utilisateurs de Twitter dans le monde en 2012

Selon l'étude de Sémiocast (30 juillet 2012), Twitter avait en 2012, 517 millions de comptes enregistrés, 140 millions d'utilisateurs aux États-Unis, 40 millions au Brésil, 30 au Japon et 7,3 en France. Les États-Unis représentent 27,4 % des utilisateurs de Twitter (contre 28,1 % au mois de janvier). Sémiocast annonce 688 millions de comptes au 31 janvier 2013. Dans le monde, près de 44 % des 974 millions de comptes ouverts en avril 2014 n'ont jamais tweeté.

### États-Unis
Pew Research Center's Internet & American Life Project a publié une étude sur l'utilisation de Twitter aux États-Unis. 11 % des internautes adultes utiliseraient un service de microblogage, contre 9 % en novembre 2008 et 6 % en mai 2008. L'âge médian est de 31 ans. Les citadins sont surreprésentés (35 % des utilisateurs de Twitter résident en ville, alors qu'ils ne représentent que 29 % des internautes). 76 % des utilisateurs de ce service utilisent des connexions internet sans fil.

### Union européenne
Twitter a été utilisé dans le cadre des Relations entre le Royaume-Uni et l'Union européenne par Jean-Claude Juncker pour féliciter la nouvelle Première ministre britannique, déclarant que « le résultat du référendum du Royaume-Uni a créé une nouvelle situation à laquelle le Royaume-Uni et l'Union européenne doivent répondre bientôt. J'ai hâte de travailler étroitement avec vous et d'apprendre vos intentions à ce sujet ».

### France
Durant le mois de février 2009, Twitter est le site de la catégorie des sites communautaires qui a connu la plus forte croissance selon Nielsen. Selon une étude IFOP publiée en août 2009, 28 % des internautes français connaissent Twitter (contre 4 % en 2008), mais ils ne sont que 2 % à avoir un compte.
En octobre 2010, une étude de l'IFOP indique que 80 % des internautes français connaissent Twitter et 7 % possèdent un compte. En recoupant avec une étude de Médiamétrie indiquant que le nombre d'internautes en France à cette époque était de 37,54 millions, on peut estimer le nombre d'utilisateurs de Twitter en France à 2,6 millions.
En 2012, selon l'institut comScore, 16 % des 15-24 ans possèdent un compte Twitter. Début 2012, le site connaît un regain d'intérêt en France. Il sert d'outil aux politiques qui participent à la campagne présidentielle. Les émissions télévisuelles sont commentées activement, certaines comme On n'est pas couché, Des Paroles et Des Actes, The Voice ou Mots Croisés proposent même leur lien au téléspectateur. Le 6 mai 2012, Twitter enregistre un pic de fréquentation en France avec 1,4 million de visiteurs uniques.
En 2015, Damien Viel est nommé directeur général de Twitter France. En 2018, selon W3Techs, fournisseur de service en ligne, le français serait la septième langue utilisée sur Twitter, avec 2 % seulement des tweets écrits en français, loin de l'anglais avec 34 % et du japonais avec 16 %.

### Russie
Selon les conclusions, reprises par The Guardian,, de l'une des neuf études de cas d'une série publiée en 2017 dans le cadre du projet Computational Propaganda de l'université d'Oxford, portant sur plus de 1,3 million de comptes Twitter localisés en Russie et ayant publié des messages en rapport avec la politique dans ce pays de février 2014 à décembre 2015, 45 % des comptes ayant publié plus de 10 tweets liés à ce sujet sont des bots informatiques. Pour déterminer si les comptes étaient gérés par des bots, l'analyse a utilisé un algorithme recherchant l'absence d'attributs caractéristiques d'utilisateurs humains tels qu'un nom, une biographie, une image de profil, une localisation et des échanges avec d'autres utilisateurs, ainsi que l'absence ou non de followers. On estime que 9 à 15 % de l'ensemble des comptes Twitter sont en réalité des bots.
En octobre 2017, Twitter interdit toute publicité sur les comptes des médias russes RT et Sputnik, en raison des accusations portées par les services de renseignement des États-Unis sur les interférences des médias russes dans le déroulement des élections américaines de 2016[réf. souhaitée]. Après la publication en open source d'une partie du code de Twitter en 2023, il apparaît en avril 2023 qu'Elon Musk est revenu sur cette décision : non seulement les comptes des autorités russes et des médias de propagande pro-russe ne sont plus interdits, mais ils sont même promus par l'algorithme dans le fil de suggestions destiné aux utilisateurs qui ont créé leur compte récemment. Les restrictions sur les comptes liés aux autorités chinoises ont également été levées. De plus, une étude montre que l'algorithme de Twitter défavorise activement les messages ayant trait à la guerre en Ukraine.

### Usurpations d'identité et imposteurs
Dans certains cas, il peut arriver que certaines personnes ou entreprises usurpent une ou plusieurs identités afin de promouvoir un point de vue. En particulier, certaines théories accréditent certaines entreprises russes d'avoir utilisé ce stratagème pour influencer les élections des États-Unis en 2016. En juillet 2020, plusieurs comptes Twitter à très forte audience ont été compromis par des pirates ayant sollicité des dons en cryptomonnaie aux followers de ces comptes. En avril 2013, le compte Twitter d'Associated Press est piraté et le message « Deux explosions à la Maison-Blanche, Obama blessé » est publié, provoquant aussitôt un krack boursier (chute de 145 points du Dow Jones en deux minutes).

## Couverture et usages médiatiques
En janvier 2009, la publication sur Twitter par un internaute de la photo d'un avion dans l'Hudson marque le début d'une révolution médiatique. Ce n'était pas la presse traditionnelle qui signalait l'événement, mais un simple citoyen équipé d'un smartphone. L'un des fondateurs de twitter, Biz Stone, raconte dans un article du Monde : « Ce moment a tout changé, soudain, le monde a commencé à nous prêter attention, parce qu'on était la source d'une info — et ce n'était pas nous, c'était l'utilisateur sur le bateau, ce qui est encore plus incroyable ».
En France, Twitter a fait l'objet d'une importante couverture médiatique au cours des premiers mois de l'année 2009 selon Slate.fr,. Cela se reflète dans la recherche du terme « twitter ». Médiamétrie rapporte que le terme a été tapé 65 000 fois en mars, 158 % de plus qu'en février.
La médiatisation croissante de Twitter dans les années 2010 s'explique notamment par la démocratisation de la Télévision sociale, procédé permettant de rendre une émission participative ou interactive par l'usage parallèle des réseaux sociaux. Un segment nouveau sur lequel Twitter séduit bien que son concurrent emblématique Facebook, qui propose également ses propres prestations, reste leader.

### Indisponibilité
Twitter a été très critiqué à ses débuts pour les nombreuses périodes de panne, durant lesquelles Twitter affichait un dessin de baleine, originellement titré Lifting Up a Dreamer, mais renommé par les utilisateurs « Fail whale » (baleine de l'échec). Twitter a en particulier été victime d'une attaque par déni de service en août 2009, vraisemblablement pour des motifs politiques. La forte croissance de Twitter a conduit à un événement redouté : la Twitpocalypse, qui surviendrait quand les identifiants des tweets seraient épuisés. En effet, chaque tweet est identifié par un numéro unique. Pour certains logiciels externes utilisant Twitter, ce numéro était codé en int32 ou uint32 (sur 32 bits, un bit étant réservé ou non au signe), les numéros utilisables ont été épuisés au bout de 2147483647 tweets dans le premier cas, 4294967295 dans le second. La première Twitpocalypse eut lieu en juin 2009, la seconde en septembre 2009, dans les deux cas sans conséquences graves. Le court délai entre ces deux crises témoigne de la progression rapide de Twitter en 2009. À partir de la fin août 2009, Twitter renforce son infrastructure pour éviter les indisponibilités, tout en prévoyant une forte croissance,. Depuis le 31 août 2010, les APIS de Twitter n'utilisent plus le Basic Auth, forçant ainsi toutes les applications de son écosystème à utiliser oAuth pour se connecter à ses serveurs. Dans les premiers jours de Twitter, le Basic Auth a permis aux développeurs de créer des applications facilement, les modalités d'identification y étant extrêmement simplifiées. À la suite du passage à oAuth, un épisode surnommé l'oAuthpocalypse, des milliers d'applications de la première génération de Twitter ont disparu. Le 21 octobre 2016, Twitter a été rendu indisponible à la suite d'une attaque sous forme de DDoS du service DNS Dyn.

## Identité visuelle
La mascotte de Twitter est un oiseau stylisé, nommé Larry en hommage au basketteur américain Larry Bird, intronisé au Basketball Hall of Fame depuis 1998. Le 6 juin 2012, Twitter présente un nouvel oiseau.

Logos de X
De sa création en 2006 à mai 2009.
Du 15 mai 2009 à septembre 2010.
De septembre 2010 à juin 2012.
Du 6 juin 2012 à juillet 2023[326].
Logo provisoire mis en place à partir de fin juillet 2023.

### Logo éphémère

Logo éphémère de X
Logotype en référence au Dogecoin remplaçant le traditionnel logo, le 4 avril 2023[327].

## Effectif
Le graphique qui aurait dû être présenté ici ne peut pas être affiché car il utilise l'ancienne extension Graph, désactivée pour des questions de sécurité. Des indications pour créer un nouveau graphique avec la nouvelle extension Chart sont disponibles ici.

| Année   | Nombre d'effectifs |
| ------- | ------------------ |
| Q1 2018 | 3 400              |
| Q2 2018 | 3 500              |
| Q3 2018 | 3 800              |
| Q4 2018 | 3 900              |
| Q1 2019 | 4 100              |
| Q2 2019 | 4 300              |
| Q3 2019 | 4 600              |
| Q4 2019 | 4 800              |
| Q1 2020 | 5 100              |
| Q2 2020 | 5 200              |
| Q3 2020 | 5 400              |
| Q4 2020 | 5 500              |
| Q1 2021 | 6 100              |
| Q2 2021 | 6 600              |

## Critiques et controverses

### Détournements politiques
Le cas des usages russes pour biaiser la campagne électorale américaine est largement commenté. La Chine multiplie les faux comptes Twitter pour déstabiliser l'opposition pro-démocratique à Hong Kong. De nombreuses usines à trolls s'appuient sur des comptes twitter créés à dessein.
En mars 2021, après que les agences de renseignement américain ont conclu que la mort du journaliste Jamal Khashoggi était autorisée par le prince héritier de l'Arabie saoudite, Mohammed ben Salmane, Twitter désactivait environ 3 500 faux comptes qui participaient à une campagne pour influencer le public américain. De nombreux comptes ont commenté directement les tweets de médias américains tels que The Post, CNN, CBS News et Los Angeles Times. Twitter n'a pas pu identifier la source de la campagne d'influence.
En août 2022, l'affaire Ahmad Abouammo a été jugée. Abouammo est accusé d'avoir exploité les installations de Twitter pour accéder aux données personnelles d'utilisateurs comme l'anonyme Mujtahidd, un adversaire du gouvernement saoudien dont le compte Twitter M. Binasaker voulait s'arrêter et en retour, il aurait accepté un pot-de-vin en échange des données personnelles des utilisateurs de Twitter,. Le 9 août 2022, après un procès de deux semaines devant le tribunal fédéral de San Francisco, Abouammo a été reconnu coupable de blanchiment d'argent, de fabrication de dossiers et d'être un agent pour l'Arabie saoudite et a été condamné à 10 à 20 ans de prison. Il avait été arrêté à Seattle en novembre 2019 avec un autre ancien employé de Twitter, Ali Alzabarah, approché par Riyad pour partager les informations personnelles des utilisateurs,.
Depuis le rachat de l'application par Elon Musk, le ressenti chez certains des utilisateurs se caractérise par une montée des extrêmes, en particulier l'extrême-droite étant ancrée depuis plus longtemps sur le réseau social. Le 27 octobre 2023, un an après l'arrivée d'Elon Musk, un #NoTwitterDay a fait son apparition dans l'optique de protester quant au management du réseau social.
En janvier 2023, au Brésil, après l'invasion de la Place des Trois Pouvoirs de la capitale Brasilia par des partisans de l'ancien président d'extrême droite Jair Bolsonaro contestant les résultats de l'élection présidentielle brésilienne de 2022, le Washington Post consacre une enquête au rôle joué par les influenceurs d'extrême droite sur les réseaux sociaux dans le processus de radicalisation qui a poussé les manifestants à l'insurrection. Le journal, qui s'appuie sur une source interne à Twitter, indique que Twitter avait licencié l'ensemble des modérateurs de Twitter au Brésil après son rachat par Elon Musk. Début novembre 2022 ont été licenciés huit modérateurs basés à São Paulo qui étaient chargés d'appliquer le règlement du site en supprimant les messages d'incitation à la violence ou diffusant de fausses informations. Depuis le départ de tous ces employés, il n'y a plus personne pour modérer ces contenus au Brésil.
Le 13 mai 2023, la veille du premier tour de l'élection présidentielle turque de 2023, Twitter annonce avoir bloqué des contenus sur sa plate-forme « en réponse à une procédure légale et pour s'assurer que Twitter reste disponible pour les internautes turcs ». La plate-forme ne précise pas quels comptes et messages sont bloqués. La presse estime que le président sortant turc, Recep Tayyip Erdogan, est très probablement à l'origine de cette demande, ayant déjà bloqué entièrement Twitter en Turquie.
En mars 2025, X suspend des comptes d'opposants à la dictature turque, à la suite de l'arrestation du maire d'Istanbul Ekrem İmamoğlu.
En juillet 2025, en France, la Commission nationale des comptes de campagne et des financements politiques indique avoir découvert après enquête que l'agence Brussels Signal, proche du président hongrois Victor Orbán, a mené une campagne de numérique occulte sur le réseau X afin de promouvoir des contenus favorables au Rassemblement national en ciblant des internautes sur la base de critères politiques, ce qui est interdit par les lois françaises et européennes. La Commission se dit préoccupée par les risques d'ingérences dans les élections à venir.

### Usage médiatique
Cette puissance est à double tranchant, comme le soulignent les partisans et détracteurs. Par exemple, les utilisateurs de Twitter ont pu être informés de la mort de Michael Jackson en s'échangeant le lien vers le premier site d'information à l'avoir mentionnée, bien avant que les autres ne reprennent l'information. Il en est de même pour le séisme du 12 janvier 2010 en Haïti où les Haïtiens ont utilisé Twitter pour informer les autres utilisateurs de la catastrophe et demander de l'aide. Mais Twitter peut aussi propager les fausses rumeurs à vitesse formidable ; l'exemple a été l'annonce de l'annulation de la proposition 8, c'est-à-dire le rétablissement du mariage homosexuel en Californie, annonce qui venait en fait d'une interprétation erronée d'un message, qui en réalité datait d'avant la proposition 8. À l'instar de Facebook, Twitter a également fait face à des critiques sur sa politique de suppression des publications. Ainsi en 2009, un tweet du présentateur anglais Jonathan Ross contenant son adresse courriel resta visible un certain temps via le module de recherche de Twitter bien qu'ayant été supprimé par son auteur.
L'utilisation de Twitter par des opposants politiques en Iran en 2009 a été très remarquée. S'étant rendu compte de cette utilisation, les dirigeants de Twitter avaient même décidé — après discussion avec le gouvernement américain, mais sans avoir réellement reçu d'ordre, selon Twitter — de retarder une opération de maintenance suspendant le service quelques heures pendant les heures de repos en Iran et non aux États-Unis — où se trouve pourtant la majorité de ses utilisateurs. Mark Pfeifle, ancien conseiller de George W. Bush, avait publiquement affirmé que pour cela, Twitter méritait le prix Nobel de la paix.

### Filtre de censure et biais politique
En septembre 2011, Twitter a été suspecté d'avoir censuré le mouvement Occupy Wall Street,.
Fin 2011, le gouvernement américain voit d'un mauvais œil que des mouvements djihadistes utilisent Twitter pour diffuser leurs actualités. Pour répondre aux pressions du gouvernement, Twitter a lancé un filtre de censure par pays, afin de pouvoir adapter leurs contenus en fonction des lois de chaque pays. Pour le spécialiste du djihadisme Romain Caillet, l'impunité est restée presque totale jusqu'en 2014. Twitter annonce avoir supprimé 235 000 comptes au premier semestre 2016 puis 377 000 au second. Cette modération rend le réseau moins utilisé au profit notamment de Telegram.
En 2013 et début 2014, le gouvernement français, en la personne de son porte-parole Najat Vallaud-Belkacem, ministre des Droits des femmes, a demandé à Twitter de l'aider à poursuivre les auteurs de certains messages, affirmant que les tweets haineux sont illégaux, ainsi que la mise en place d'alertes et de mesures de sécurité. Le quotidien britannique The Guardian s'étonne de tels arguments qui, selon lui, sont les mêmes que ceux employés « par les censeurs et les tyrans de tous les âges et toutes les cultures ». Entre janvier et juillet 2014, le gouvernement français a lancé 108 requêtes de suppression de tweet, classant la France en deuxième position juste sous la Turquie, première au classement de censure.
En octobre 2020, trois semaines avant l'élection présidentielle américaine de 2020, Twitter et Facebook bloquent le partage d'un article du tabloïd conservateur New York Post, qui contiendrait des e-mails personnels de Hunter Biden, le fils du candidat démocrate à la présidentielle Joe Biden. Le tabloïd affirme avoir obtenu ces documents par l'ancien maire de New York Rudy Giuliani, un proche de Donald Trump, et qu'un des e-mails démontrerait que Joe Biden a été mis en relation via son fils avec un membre de la direction du groupe gazier ukrainien Burisma, ceci dans le contexte où Donald Trump accuse Joe Biden d'avoir empêché — à l'époque où il était vice-président de Barack Obama — des poursuites judiciaires pour corruption de Burisma en Ukraine car Hunter Biden siégeait au conseil d'administration du groupe. Ces documents relancent les accusations des républicains contre Joe Biden, et le New York Post, Donald Trump ainsi que de nombreux républicains accusent Twitter et Facebook de censure et de partialité. À la suite de cette polémique, le directeur général de Twitter Jack Dorsey admet « Notre communication sur nos actions concernant l'article du New York Post n'a pas été géniale. Et bloquer le partage de l'adresse internet de l'article avec zéro contexte expliquant pourquoi : inacceptable. » L'équipe chargée de la sécurité de Twitter justifie le blocage car l'article enfreint deux de ses règles qui interdisent de publier des données personnelles et des données piratées (Facebook met en doute la véracité des informations, et attend une vérification des documents),,.
Le réseau social reconnait dans une étude publiée fin 2021 que son classement algorithmique favorise la visibilité des partis et médias de droite par rapport à ceux de gauche. Dans presque tous les pays étudiés (Canada, France, Allemagne, Espagne, Royaume-Uni et États-Unis), les messages publiés par des partis et médias de droite sont davantage amplifiés par l'algorithme que ceux des partis et médias de gauche. Seule l'Allemagne ne connait pas ce biais. En France, le parti Les Républicains est celui qui a été le plus favorisé par le réseau social sur l'année 2020, tandis que La France insoumise est celui qui a été le plus défavorisé. En 2024, une étude (Scheirlinckx, 2024) montre que certains partis sont nettement plus offensifs sur X, et présente leurs cibles favorites.

#### Utilisation par des personnalités
Certains professionnels, pour la plupart liés à l'industrie des médias, ont commencé à utiliser professionnellement ce service. C'est ainsi le cas de certains journaux d'informations, comme CNN ou BBC qui utilisent un robot pour envoyer des flashs d'information sur Twitter. John Edwards et Barack Obama ont également utilisé Twitter comme outil médiatique lors de la campagne pour l'élection présidentielle américaine de 2008. En novembre 2009, alors que son compte a 2,6 millions d'abonnés, Obama a avoué qu'il n'avait écrit aucun message lui-même. Ce qui ne l'empêche pas d'appeler les pays comme la Chine à ne pas restreindre l'accès à Twitter.
De nombreuses personnalités utilisent Twitter pour envoyer des messages à leurs fans via ce réseau ; cela leur permet d'envoyer un message directement, sans qu'il soit mis en forme par les médias d'une manière qu'elles ne souhaitent pas. Ashton Kutcher est la toute première personne à avoir dépassé le million d'abonnés sur Twitter. Caitlyn Jenner est quant à elle la personnalité ayant atteint le million de followers le plus rapidement, soit quatre heures et trois minutes après son inscription.
L'inscription d'Oprah Winfrey avait été très remarquée. Il semble qu'elle ait eu un important effet accélérateur sur les inscriptions, et qu'elle a aux États-Unis permis à Twitter de ne plus être un outil réservé aux fans de technologie.

##### Exclusions en chaîne début janvier 2021
À la suite d'un message de Donald Trump, durant les élections présidentielles américaines de 2020, dans lequel il accuse les démocrates de voler les élections, tandis que les résultats définitifs ne sont pas encore tombés, Twitter a décidé d'activer un dispositif empêchant les candidats aux présidentielles de semer le doute sur les résultats. Toutefois, comme Facebook et YouTube, le réseau social de microblogage peine à endiguer le flot continu de fake news, celles produites par le président américain, en particulier. Il est débordé non seulement par le volume des informations diffusées en anglais, mais aussi par de nombreux messages en d'autres langues, ceux propagés par la communauté hispanophone en particulier.
En janvier 2021, deux jours après les événements du Capitole, la société Twitter décide de bannir définitivement le président américain en raison des nouveaux risques d'incitation à la violence qu'il présente, « ceci après un examen attentif de ses tweets récents, et du contexte autour d'eux — spécialement au vu de la façon dont ils sont compris et interprétés, sur la plateforme et ailleurs »,,. Cette exclusion de Donald Trump entraîne un florilège de réactions, les unes favorables, les autres dubitatives sur le pouvoir des plateformes modernes. Ainsi, en France, Cédric O, secrétaire d'État au Numérique s'interroge-t-il : « La régulation du débat public par les principaux réseaux sociaux au regard de leurs seuls CGU (conditions générales d'utilisation), alors qu'ils sont devenus de véritables espaces publics et rassemblent des milliards de citoyens, cela semble pour le moins un peu court d'un point de vue démocratique ».
La décision de Twitter et d'autres réseaux sociaux de fermer le compte d'un chef d'État est en effet une première mondiale, ce qui interroge également ailleurs dans le monde. Le président mexicain, Andrés Manuel López Obrador, s'interroge sur « la liberté et le droit à l'information » et sur « le rôle des autorités légalement et légitimement constituées », tandis que le lanceur d'alerte Edward Snowden, fait état d'un « tournant dans la bataille pour le contrôle de l'information ». La chancelière allemande Angela Merkel juge également « problématique » la fermeture par plusieurs réseaux sociaux, dont Twitter, des comptes du président sortant.
Plusieurs personnalités pro-Trump sont bannies par Twitter dans les jours qui suivent les événements du 6 janvier 2021 : Lin Wood (une de ses avocates), Jake Angeli, Sidney Powell, Michael Flynn, Gary Coby, ainsi que le compte de campagne de Trump « Team Trump »,,,.
Si certains conservateurs envisagent un temps de se réfugier sur Parler, visiblement beaucoup plus conciliant, ce concurrent de Twitter se voit ensuite banni de la plateforme de téléchargement d'applications d'Apple peu après l'avoir été de celle d'Android,.
Un certain nombre de personnalités du camp conservateur crient à la censure, notamment le fils du président Trump : « La liberté d'expression se meurt et est contrôlée par des tout-puissants gauchistes ».
Le 12 janvier, Twitter annonce la suspension de 70 000 comptes qui, selon Twitter, diffusent largement des contenus litigieux associés à la mouvance QAnon.

#### Suppression de l'information sur les comptes tenus par des États
Jusqu'au 20 avril 2023, Twitter affiche une information indiquant si un compte est affilié à un État pour des comptes qui manquent d'indépendance éditoriale. Lorsque cette information est retirée le 21 avril, cela engendre d'après NewsGuard une augmentation du suivi de ces comptes de 70 % sur la période de 90 jours suivants, par rapport à la période de 90 jours avant.

### Support numérique du cyberharcèlement
Par sa nature, Twitter rend possible la propagation de cyberhaine, dès lors que le dispositif de modération n'est pas suffisant. Autour de 2014, le problème devient visible médiatiquement dès lors que nombre de personnalités, plus ou moins célèbres, sont victimes de tweets de haine ou de menaces de mort, ce qui, dans certains cas, aboutit au suicide de la personne concernée ou sa décision de fermer son compte et de quitter le réseau social. Face à la virulence des propos présents sur Twitter et de leurs répercussions potentielles sur l'état de la société, de nombreux chercheurs ont tenté de fournir des clés d'analyse du phénomène de violence verbale présent sur la plateforme californienne. C'est le cas des universitaires, Nolwenn Lorenzi-Bailly et Mariem Guellouz qui vont fournir une analyse socio-linguistique des phénomènes et mécanismes structurant la haine présente sur Twitter dans le cadre d'un projet européen de recherche afin de lutter contre les discours de haine en ligne. Leurs travaux s'appuient sur une étude de cas datant de décembre 2016, celui du harcèlement à caractère homophobe d'un internaute ayant tweeté la décision qu'il a prise d'offrir à son fils une poupée (ce que son fils lui réclamait) allant de ce fait à l'encontre des stéréotypes genrés. Il a donc fait l'objet d'un intense harcèlement (près de 3 000 retweets et 600 commentaires) à caractère homophobe, sexiste et injurieux. Ainsi les universitaires observent les mécanismes de mise en place d'un discours haineux sur la plateforme.
Selon elle, l'interface ainsi que le fonctionnement de la plateforme poussent à la logique de confrontation et de violence verbale. En effet, les Tweets sont conçus comme des petites phrases n'autorisant que 140 caractères, ce qui alimente la logique de phrase choc et la concurrence dans l'outrance. De surcroît, la dimension de techno-citation c'est-à-dire la possibilité de commenter son tweet, la dimension de techno-mots c'est-à-dire la possibilité d'utilisation de hashtag et d'hyperliens ainsi que la fonction d'alliance entre les textes et les images au sein des Tweets renforcent les dynamiques de violences verbales. De plus, ces fonctionnalités créent des logiques d'alliances, de contre alliances, des formes de solidarités et de soutien. Ce qui alimente les effets de groupes et les dynamiques de « meutes » lors des phénomènes de harcèlement.
À cela s'ajoute la dimension de l'anonymat ou du pseudonymat propice à la diffusion de la haine en ligne. L'anonymat des internautes sur la plateforme provoque, selon les auteures, le brouillage des frontières entre sphères publique et privée, provoquant une désinhibition sociale, autrement dit, les normes sociales régissant les interactions interpersonnelles sont abolies par l'anonymat de la plateforme rendant possibles des niveaux de violence verbale élevés. Selon les autrices, le pseudonyme provoque un brouillage des identités transformant la liberté d'expression en défouloir. Cette méthode d'expression violente permet une affirmation de l'existence sociale de la part des internautes auteurs des propos virulents. Le contexte d'énonciation est primordial afin de comprendre la virulence des propos tenus sur Twitter. En effet, l'utilisation de l'outil numérique est un axe de compréhension de la désinhibition sociale sur Twitter, l'interface numérique permet la protection des interlocuteurs de toutes réactions immédiates et notamment la violence physique. Dans le contexte de Twitter il y a très peu de transformations de la violence verbale en violence physique. L'effet est de favoriser les échanges verbaux violents. De surcroît, l'utilisation d'une interface numérique a pour conséquence la disparition du visage d'autrui, or selon le philosophe Emmanuel Lévinas c'est la distinction par l'individu du visage d'un autre individu qui occasionne la mise en place d'une moralité absolue et d'une responsabilité totale. Le visage étant un mode épistémologique permettant la mise en place d'une éthique et étant également à la base de toutes interactions sociales. Ainsi, la non-distinction de ce visage qu'occasionne l'utilisation de l'outil informatique abolit tout devoir moral de l'individu vis-à-vis d'un autre individu, favorisant la violence verbale qu'on observe sur Twitter.
De son côté, Amnesty International a annoncé sa volonté de vouloir « mettre fin au cyber-environnement hostile aux femmes ». L'ONG, assistée d'une société spécialisée dans l'intelligence artificielle, a analysé des millions de tweets adressés à plusieurs femmes journalistes et militantes. 7,1 % d'entre eux, soit 1,1 million de tweets, seraient problématiques.
Depuis 2010, l'Arabie saoudite a constitué une cellule numérique destinée à harceler les dissidents. Les autorités saoudiennes cherchent ainsi à discréditer les dissidents sur les réseaux sociaux et à retourner l'opinion publique contre eux.
En 2016, des employés et ex-employés de Twitter interrogés par Buzzfeed considèrent que Twitter n'a jamais réellement cherché à lutter contre les cyberviolences, qui ne faisaient pas partie de leurs priorités, n'agissant que très occasionnellement, le plus souvent quand ce sont les célébrités qui sont atteintes ou quand il y a une forte médiatisation. Le bouton de signalement de tweets n'apparaît qu'en 2013 à la suite d'une campagne de harcèlement menée contre Caroline Criado-Perez, soit 6 ans après la création du réseau. Est également pointé du doigt le manque d'employés issus de minorités, donc plus enclins à subir (donc à comprendre) le harcèlement.
En mars 2018, Twitter annonce que l'amélioration de la modération des échanges haineux est une priorité. Le réseau social affirme limiter ainsi la visibilité des messages des utilisateurs qui ne respectent pas les règles ou sont bloqués par de nombreuses personnes avec lesquelles elles interagissent. Malgré cela, en 2018, on constate encore que certains utilisateurs disent ne plus apprécier Twitter en raison du niveau de violence et de l'insuffisance de modération de la part de la plateforme.
En avril 2019, la presse reproche à Twitter d'avoir tardé à supprimer des menaces de mort contre Ilhan Omar, élue au Congrès américain. L'incident met en évidence des défauts persistants dans le processus de modération de la plateforme. Les commentateurs considèrent alors que le réseau social tarde à définir clairement le type de contenu qui devrait être autorisé sur son service.
Le 30 avril 2019, la secrétaire d'État française chargée de l'égalité femmes-hommes Marlène Schiappa présente un premier bilan de l'entrée en vigueur du délit d'outrage sexiste. Évoquant la criminalisation du « cyberharcèlement en meute », elle a pointé du doigt l'absence de coopération de Twitter, qui « ne fournit pas les adresses IP (des harceleurs), et parfois ne retirent pas les tweets qui ont été incriminés et condamnés en justice ». Ce manque de coopération vaudra à la plate-forme plusieurs poursuites judiciaires,.
En janvier 2021, plusieurs comptes féministes dénoncent la modération à deux vitesses, laissant impunis les contenus injurieux et menaçants à leur encontre, mais bannissant régulièrement leurs comptes sur la base de ce qu'ils supposent être des vagues de signalements diffamatoires,.
Le 20 janvier 2022, la justice française condamne Twitter en appel à révéler dans le détail les moyens utilisés par l'entreprise pour la modération en France. Cette condamnation fait suite à une plainte de six associations parmi lesquelles SOS Homophobie, estimant que l'entreprise manquait de façon « ancienne et persistante » à ses obligations de modération, en particulier en ce qui concerne les messages de haine,.
Selon une étude parue sur la base de données scientifique arXiv en avril 2023, les mesures prises par Elon Musk après son rachat de Twitter (levée de nombreuses restrictions de modération, modification de l'activité des bots antispam) ont entraîné une hausse très rapide des discours de haine sur le réseau.
Le Center for Countering Digital Hate (Centre pour contrer la haine en ligne), une association qui mène des recherches afin d'observer les manifestations de haine et de cyberharcèlement, indique que la haine en ligne a progressé sur Twitter depuis son rachat par Musk, contrairement à ce que ce dernier répète. Le 20 juillet 2023, l'association reçoit un courrier de menaces de poursuitrs judiciaires de la part de l'entreprise X (qui possède Twitter), au motif que l'association chercherait à nuire au réseau social.
En décembre 2024, la femme d'affaires française Magali Berdah porte plainte contre le réseau X pour complicité de harcèlement moral aggravé après avoir subi un cyberharcèlement de la part du rappeur Booba. Elle accuse X d'avoir continué sciemment à donner au rappeur l'accès au réseau même après avoir été informé du cyberharcèlement qu'il y menait, ce qui aurait permis à Booba de poursuivre ce harcèlement.

### Encouragement de la désinformation et du climatoscepticisme à partir de 2022
La virulence des propos climatosceptiques sur Twitter est un problème ancien, pointé dès 2020. Cependant, le rachat de Twitter par Elon Musk en octobre 2022 et les changements apportés à sa politique de modération entraînent une forte hausse des propos haineux et de la désinformation, notamment pendant la pandémie de Covid-19 et sur les sujets liés au réchauffement climatique. Au printemps 2023, les médias commencent à évoquer ce problème.
Selon le directeur du Penn Center for Science, Sustainability & the Media à l'Université de Pennsylvanie, qui s'exprime en janvier 2023, Elon Musk lui-même a encouragé les attaques contre la communauté scientifique dans ses messages et a fait modifier l'algorithme de Twitter afin de limiter fortement la portée des scientifiques communiquant au sujet du changement climatique. Michael Mann, climatologue américain de l'université de Pennsylvanie, estime que la hausse de la désinformation est organisée et orchestrée sous forme de campagnes d'astroturfing par des opposants aux politiques climatiques, au premier rang desquels les producteurs de pétrole,.
Un sondage conduit par la revue savante Nature en août 2023 indique qu'au cours des six mois précédents, plus de la moitié des scientifiques interrogés ont réduit le temps passé sur Twitter, 7 % ont entièrement arrêté de s'en servir et 46 % ont créé des comptes sur d'autres réseaux sociaux, comme Mastodon, Bluesky ou TikTok. Inquiets et en colère à cause de la régression qu'ils constatent par rapport aux progrès que Twitter avait permis en termes de vulgarisation scientifique, ils sont en train de repenser la manière dont ils diffusent leurs connaissances en ligne. Une étude parue dans la revue savante Trends in Ecology & Evolution à la mi-août 2023 montre que, sur un échantillon d'étude comprenant 380 000 internautes postant sur Twitter sur des sujets liés à la préservation de l'environnement, près de la moitié sont devenus inactifs depuis le rachat du réseau par Musk en octobre 2022, ce qui soulève un problème de société sur la diffusion des connaissances scientifiques portant sur ce sujet et sur la lutte contre la désinformation.
Une étude conduite par Action climatique contre la désinformation (Climate Action Against Disinformation) qui regroupe une cinquantaine d'organisations non gouvernementales, étudie les politiques concernant la désinformation sur le climat des principaux réseaux sociaux commerciaux (Instagram, Facebook, YouTube, Pinterest, X (ex-Twitter) et TikTok) en septembre 2023. Cette étude classe Twitter/X comme le pire réseau social en matière de désinformation sur le climat.
Lors des attaques lancées par le Hamas contre Israël à partir du 7 octobre 2023, Twitter/X contribue massivement à la diffusion de fausses informations et de propagande, qui ne sont pas ou peu modérés. De fausses vidéos, certaines faisant passer des images du jeu vidéo Arma 3 pour des vidéos amateurs de combats réels, ou encore une fausse vidéo de la BBC formulant des accusations contre l'Ukraine pour alimenter une propagande pro-russe dans le cadre de la guerre russo-ukrainienne, sont diffusées sans modération. Des vidéos très violentes sont également diffusées alors qu'elles enfreignent les conditions d'utilisation du réseau. La couverture de l'événement sur le réseau fait ressortir la forte baisse de la qualité de l'information sur Twitter/X entraînée par les modifications qu'a apportées Elon Musk depuis son rachat du réseau. Le 10 octobre, le commissaire européen Thierry Breton enjoint par courrier l'entreprise X de respecter le Règlement européen sur les services numériques.
En France, plusieurs établissements d'enseignement supérieur choisissent de suspendre leur compte ou de réduire fortement leur activité sur le réseau, pour des raisons éthiques liées à l'évolution de Twitter depuis son rachat par Musk, et notamment au cyberharcèlement dont sont victimes les scientifiques tels que les climatologues. D'autres restent présents, mais réfléchissent à une refonte de leur stratégie de communication numérique.

### Promotion de l'antisémitisme
En septembre 2023, l'Anti-Defemation League (ALD), une association américaine de lutte contre l'antisémitisme, accuse Elon Musk d'encourager l'antisémitisme sur Twitter/X. Musk accuse alors l'ALD de « détruire les valeurs du réseau » en portant de telles accusations contre lui. Il menace l'association de poursuites judiciaires réclamant 22 millions de dollars américains, et il promeut, par le biais de l'algorithme du réseau, le mot-clé « #BanALD » (« BannissezL'ALD »), populaire parmi l'extrême-droite. Le journaliste américain Walt Mossberg, spécialiste des nouvelles technologies, accuse publiquement Musk d'avoir changé Twitter en « fosse septique » où la haine et en particulier l'antisémitisme prolifèrent, et qui « ne cesse de se rapprocher du niveau de Truth Social » et il ferme son compte sur Twitter/X. En novembre 2023, Elon Musk relaie un message antisémite issu d'une théorie du complot qui avait poussé à l'acte le terroriste de la fusillade de la synagogue de Pittsburgh en 2018. La Maison-Blanche condamne Elon Musk pour avoir fait la « promotion abjecte d'un discours antisémite et raciste ». Plusieurs annonceurs publicitaires, dont Disney et Apple, annoncent cesser d'utiliser Twitter pour leurs publicités,. Le New York Times estime que cela peut engendrer une perte allant jusqu'à 75 millions de dollars pour le réseau social.

### Elon Musk et les «Twitter files»
En novembre et décembre 2022, Elon Musk affirme, peu après le rachat de Twitter, que la modération du réseau social aurait été partiale, notamment en faveur du Parti démocrate, et aurait censuré de manière illégitime différents comptes conservateurs, notamment du Parti républicain. Des documents sont partagés en plusieurs parties par Musk et des journalistes indépendants sur Twitter. Musk nomme ces publications « Twitter files », censés contenir les preuves de cette censure. Les accusations de Musk se révèlent exagérées ou fausses, et les informations partagées déjà connues,,,.
Le comportement d'Elon Musk suscite de nombreuses polémiques et controverses. Il n'hésite ainsi pas à insulter des annonceurs, à tenir des propos douteux, à censurer des journalistes qui l'ont critiqué, ou à retweeter des fausses informations sur son compte personnel.

### Place des femmes dans l'entreprise
Les femmes sont sous-représentées de manière générale dans la Silicon Valley ; Twitter fait partie, avec Uber, Apple, et Google, des entreprises où les inégalités de genre sont les plus marquées. Le personnel de Twitter est composé d'hommes à 70 % ; la proportion monte à 90 % pour les postes techniques,. 
Selon plusieurs analystes, ces disparités s'inscrivent dans le contexte de la culture Bro typique des milieux de la tech, — d'une culture marquée par la connivence entre hommes et l'esprit de compétition, et réputée pour sa misogynie. L'universitaire et entrepreneur Vivek Wadhwa a souligné dans le New York Times le fait que le conseil d'administration de Twitter est composé d'hommes blancs exclusivement ; il a attribué ce manque de diversité à « l'arrogance élitiste de la mafia de la Silicon Valley ». Toutefois, la directrice juridique est Vijaya Gadde. À la suite de ces critiques, Twitter a accueilli une femme, Marjorie Scardino, au sein de son conseil d'administration, cependant, selon The Guardian, si cette nomination est un gage de bonne volonté, il reste à l'entreprise « un très long chemin à parcourir ». 
La fréquence des cas de trollage et de harcèlement sur Twitter pourrait être liée à la manière dont ce réseau a été conçu, dans un milieu professionnel qui tend à considérer ces types de comportement comme non problématiques. En mai 2023, Linda Yaccarino est nommée directrice générale de Twitter par Elon Musk.

## Procédures de sanction

### États-Unis
Le 2 mars 2011, Twitter conclut un accord sur 20 ans permettant à l'autorité de régulation Federal Trade Commission d'avoir un droit de regard sur les pratiques publicitaires de cette première, notamment concernant les données personnelles récupérées pour des raisons annoncées comme étant liées à la sécurité (telles que les adresses de messagerie électronique et les numéros de téléphone). Le 25 mai 2022, la FTC estime que l'accord a été violé de 2013 à 2019 et conclut un nouvel accord avec l'entreprise, qui s'acquitte également d'une amende de 150 millions de dollars, soit l'équivalent de 13 % de ses revenus au premier trimestre 2022,.
En 2016, un actionnaire de Twitter, Doris Shenwick, porte plainte contre Twitter, Inc., au motif que sa direction a induit en erreur les investisseurs au sujet des perspectives de croissance de l'entreprise. En 2021, Twitter accepte de payer 809,5 millions de dollars de réparations à Doris Shenwick.
Le 3 novembre 2022, le soir des licenciements annoncés par Elon Musk peu de temps auparavant, un groupe d'employés de Twitter basés à San Francisco et Cambridge déposent plainte à l'U.S. District Court de San Francisco. La plainte, déposée formellement par cinq employés ou anciens employés, accuse l'entreprise d'avoir enfreint plusieurs lois fédérales ou locales encadrant les modalités des licenciements. La loi fédérale concernée à le Work Adjustment and Re training Notification (WARN) Act, et la loi locale en question est le WARN Act en vigueur dans l'État de Californie.

### Union européenne
Le 12 octobre 2023, la Commission européenne annonce l'ouverture d'une enquête au sujet de Twitter/X pour diffusion de « fausses informations », de « contenus violents et à caractère terroriste » et de « discours de haine » après la diffusion et la modération absente ou insuffisante de nombreux messages évoquant la guerre entre Israël et le Hamas entamée le 7 octobre. Cette procédure est la première découlant de la mise en œuvre du Règlement européen sur les services numériques.
En août 2024, l'association NOYB dépose des plaintes en Autriche, Belgique, France, Grèce, Irlande, Italie, Espagne et aux Pays-Bas contre l'entreprise pour l'exploitation des données personnelles par son intelligence artificielle Grok. Twitter annonce la suspension de l'utilisation des données personnes après un accord avec la Commission irlandaise pour la protection des données (DPC). L'association demande alors une enquête pour vérifier que Twitter respecte le droit européen (RGPD), notamment le consentement des internautes lors de l'utilisation des textes des utilisateurs par l'IA Grok de Twitter.
Le 17 janvier 2025, la Commission européenne mandate une enquête sur l'algorithme du réseau X et ordonne à Elon Musk de lui communiquer l'ensemble des informations concernant son algorithme de recommandation de contenus aux internautes, ainsi que tous les documents concernant d'éventuelles futures modifications de l'algorithme,.

### France
Le 20 janvier 2022, la justice française condamne Twitter en appel à révéler dans le détail les moyens utilisés par l'entreprise pour la modération en France. Cette condamnation fait suite à une plainte de six associations parmi lesquelles SOS Homophobie, estimant que l'entreprise manquait de façon « ancienne et persistante » à ses obligations de modération, en particulier en ce qui concerne les messages de haine,.

#### Affaires judiciaires en cours
Le 11 juillet 2023, les groupes de presse Le Monde, Le Figaro et Les Échos-Le Parisien annoncent assigner X (ex-Twitter) en justice devant le tribunal judiciaire de Paris, afin d'obtenir une rémunération pour l'utilisation de leurs contenus sur le réseau social, dans le cadre des droits voisins en vigueur en Europe. Ces journaux disent regretter « que les sociétés Twitter France et Twitter International Unlimited Company n'aient […] jamais accepté de négocier avec eux » sur la question des droits voisins, « en dépit de plusieurs mois de démarches puis de relances demeurées infructueuses ». Le 2 août 2024, l'Agence France-Presse lance la même procédure pour des raisons similaires,. Le 23 mai 2024, le juge des référés du tribunal judiciaire de Paris leur donne raison en ordonnant au réseau social de leur fournir, dans un délai de deux mois, une série de données commerciales permettant d'évaluer les revenus qu'il tire de leurs contenus. Or, X « ne s'est […] pas conformé » à cette décision, « démontrant [selon ces médias] sa volonté invariable de se soustraire à ses obligations légales ». Ainsi, le 12 novembre 2024, « les éditeurs de presse Le Figaro, Les Échos, Le Parisien, Le Monde, Télérama, Courrier International, Le Huffington Post, Malesherbes Publications et Le Nouvel Obs » annoncent dans un communiqué poursuivre X en justice devant le tribunal judiciaire de Paris, pour avoir utilisé leurs contenus sans les payer et ainsi avoir enfreint les règles des droits voisins,.
L'ONG Reporters sans Frontières (RSF) porte plainte contre X en novembre 2024 avec quatre griefs : « diffamation de fausses nouvelles, atteinte à la représentation de la personne, usurpation d'identité et complicité dans la commission de ces deux dernières infractions ». Le réseau social est accusé d'avoir laissé en ligne des vidéos de propagande russe usurpant l'identité de RSF malgré de nombreux signalements. En effet, fin août, une vidéo « frauduleusement estampillée BBC, présentait RSF comme l'auteur d'une prétendue étude sur les penchants nazis de militaires ukrainiens » et avait atteint près d'un demi-million de vues le 13 septembre 2024. L'ONG avait alors révélé « comment l'État russe, via son ministère des Affaires étrangères et deux de ses ambassades à l'étranger, avait blanchi cette fausse information » et avait effectué, munie d'un compte Premium, « dix signalements pour diffamation contre les publications ayant le plus contribué à diffuser ou [à] amplifier cette désinformation ». Aucune requête n'ayant abouti au retrait des contenus, RSF a décidé de poursuivre le réseau social devant la justice française,,.
En février 2025, la section de lutte contre la cybercriminalité du parquet de Paris enquête sur le réseau social X, qui est accusé d'avoir intentionnellement faussé le fonctionnement de son algorithme « au détriment des contenus de ses usagers ».

### En Australie
Twitter/X est condamné le 16 octobre 2023 à une amende de 610 500 dollars australiens (soit 366 413 euros) par la régulatrice de l'Internet australien, l'entreprise n'ayant pas montré clairement qu'elle luttait contre la prolifération de contenus d'agressions sexuelles sur mineurs,.

### Au Brésil
En avril 2024, la justice brésilienne ouvre une enquête visant Elon Musk pour « instrumentalisation criminelle de X » alors que celui-ci a réactivé des comptes d'extrême droite ayant participé à la tentative de coup d'État de 2023 au Brésil et été bloqués sur décision de justice. Elon Musk demande en réponse la « destitution » du juge Alexandre de Moraes, qui a pris cette décision. Les équipes de modération ayant été supprimées après le rachat de Twitter par Elon Musk, la tension monte en août entre Elon Musk et Alexandre de Moraes, juge de la Cour Suprême du Brésil. Le juge Moraes persiste à souhaiter bloquer les comptes ciblés précédemment et Twitter en la personne d'Elon Musk à refuser cette mesure. Elon Musk refuse aussi de payer les amendes infligées à Twitter et, afin d'éviter tout problème à ses équipes au Brésil, Elon Musk les transfère aux États-Unis tout en laissant l'accès à Twitter inchangé dans le pays, mais le juge Moraes donne un délai de 24 heures à Twitter pour nommer un représentant légal au Brésil et, en l'absence de réponse, le juge Moraes ordonne le blocage de Twitter dans le pays le 30,,,. Après avoir payé toutes les amendes infligées par le Brésil et bloqué tous les comptes demandés, le réseau social, dont la suspension était largement contournée par un changement technique, est de nouveau accessible légalement début octobre 2024 dans le pays.

## Autres utilisations

### Twitter comme objet d'étude ou support d'études
La base de données de Twitter est un substrat statistique et sémantique dont les scientifiques ou des entreprises commerciales ou de communication peuvent tirer des informations.
Twitter, ses hashtags et smileys et ses utilisateurs deviennent donc des sujets d'étude et de recherche, ; ainsi :
- comme pour les grands corpus évolutifs, faits de textes numérisés par ou sur Facebook, les blogs, les articles et pages de discussion de Wikipédia ou via les textos, Twitter a été rapidement utilisé pour essayer d'étudier les rumeurs et les variations de l'opinion publique (dont par la sociologie des controverses et des conflits), non sans risques de biais liés à la grande réactivité du médium et à une représentativité partielle de Twitter[466],[467],[468] ;
- pour mieux comprendre Twitter et ses usages, les linguistes en étudient aussi le corpus linguistique qui émerge, notamment de la contrainte des 140 caractères[469] ;
- on a proposé d'utiliser Twitter pour suivre les effets d'une catastrophe[470] ou détecter les débuts d'une épidémie de grippe[471].

En 2014, une équipe internationale américano-française a utilisé la Science des réseaux pour, à partir de 3 grandes bases de données (ouvrages traduits, Wikipédia et Twitter), créer et publier des cartographies permettant de visualiser comment des informations et des idées circulent aujourd'hui dans le monde selon la langue du message d'origine, le PIB moyen des pays où cette langue est parlée, la langue des premières traductions et celles qui vont véhiculer l'information ou selon le médium (livre, Wikipédia, Twitter).
Pour dresser cette « carte » ces chercheurs ont étudié d'une part les données disponibles sur la traduction littéraire (en se basant sur 2,2 millions de traductions de livres publiés dans plus de 1 000 langues) et d'autre part les deux grands réseaux mondiaux d'échanges par le langage,. Les auteurs ont, dans ce cadre, pu évaluer le rôle des tweets bilingues à partir de l'étude de 550 millions de tweets, de 17 millions d'utilisateurs en 73 langues, retenus pour l'étude, ce qui a été rendu possible par le fait que la base de données est ouverte et qu'elle permet d'associer un tweet à une langue et la personne qui tweete à une ou plusieurs communautés linguistiques. Ils sont cependant conscients qu'il existe des biais d'interprétation à éviter, notant par exemple, que si bientôt 7 % de la population mondiale disposera d'un compte Twitter, la démographie de cette population ne reflète pas celle de la vraie ; ainsi, les utilisateurs de Twitter aux États-Unis sont nettement plus jeunes que la moyenne de la population et ont des opinions plus libérales que la population générale du pays.